# Segunda División de España 2012-13
La temporada 2012-13 de la Liga Adelante fue la 82.ª edición de la Segunda División de España. El torneo está organizado por la Liga Nacional de Fútbol Profesional (LFP). Dio comienzo el 17 de agosto de 2012 y terminó el 9 de junio de 2013 en su fase regular. Posteriormente, se jugaron los play-off de ascenso los días 12, 16, 19 y 23 del mismo mes.
Esta temporada contó con la participación de un debutante en la categoría, el C. D. Mirandés. También se dio el ascenso del Real Madrid Castilla, la Sociedad Deportiva Ponferradina y el Club Deportivo Lugo. Estos cuatro equipos llegan para ocupar los lugares de los descendidos Club Gimnàstic de Tarragona, Club Deportivo Alcoyano, Fútbol Club Cartagena y Villarreal Club de Fútbol "B", el cual descendió de forma automática por el descenso de Primera División del Villarreal Club de Fútbol.
Junto con el conjunto valenciano, también descendieron de la máxima categoría el Real Sporting de Gijón y el Racing de Santander, y ascendieron el Real Club Deportivo de La Coruña, el Real Club Celta de Vigo y el Real Valladolid Club de Fútbol, este último por la vía del Playoff de Ascenso.
Al término de la primera vuelta, el Elche Club de Fútbol sumó 49 puntos de los 63 posibles (quince victorias, cuatro empates y dos derrotas), estableciendo un nuevo récord histórico en la competición. Los ilicitanos cerraron la primera vuelta sin ceder ni un solo punto en su estadio y siendo el equipo menos goleado de la categoría.
En la jornada 40, el Elche Club de Fútbol se proclamó campeón de la categoría, con el premio de ser el único equipo de toda la historia de la categoría que ha sido capaz de ser líder desde la primera a la última jornada.

## Sistema de competición
La Segunda División de España 2012-13 está organizada por la Liga Nacional de Fútbol Profesional (LFP).
Como en temporadas precedentes, consta de un grupo único integrado por 22 clubes de toda la geografía española. Siguiendo un sistema de liga, los 22 equipos se enfrentan todos contra todos en dos ocasiones —una en campo propio y otra en campo contrario— sumando un total de 42 jornadas. El orden de los encuentros se decidió por sorteo antes de empezar la competición.
La clasificación final se establece con arreglo a los puntos obtenidos en cada enfrentamiento, a razón de tres por partido ganado, uno por empatado y ninguno en caso de derrota. Si al finalizar el campeonato dos equipos igualasen a puntos, los mecanismos para desempatar la clasificación son los siguientes:
1. El que tenga una mayor diferencia entre goles a favor y en contra en los enfrentamientos entre ambos.
2. Si persiste el empate, se tendrá en cuenta la diferencia de goles a favor y en contra en todos los encuentros del campeonato.

Si el empate a puntos se produce entre tres o más clubes, los sucesivos mecanismos de desempate son los siguientes:
1. La mejor puntuación de la que a cada uno corresponda a tenor de los resultados de los partidos jugados entre sí por los clubes implicados.
2. La mayor diferencia de goles a favor y en contra, considerando únicamente los partidos jugados entre sí por los clubes implicados.
3. La mayor diferencia de goles a favor y en contra teniendo en cuenta todos los encuentros del campeonato.
4. El mayor número de goles a favor teniendo en cuenta todos los encuentros del campeonato.
5. El club mejor clasificado con arreglo a los baremos de fair play.

### Efectos de la clasificación
El equipo que más puntos sume al final del campeonato será proclamado campeón de la Liga de Segunda División y obtendrá automáticamente el ascenso a Primera División para la próxima temporada, junto con el subcampeón. Los cuatro siguientes clasificados —puestos del 3.º al 6.º, excluyendo los equipos filiales que ocupen dichas posiciones en la tabla— disputarán un play-off por eliminación directa a doble partido —ida y vuelta— cuyo vencedor final obtendrá también la promoción de categoría. Las plazas en Segunda División de los tres equipos ascendidos serán cubiertas la próxima temporada por los tres últimos clasificados, esta temporada, en Primera.
Por su parte, los cuatro últimos clasificados de Segunda División —puestos del 19.º al 22.º— serán descendidos a Segunda División B. De ésta, ascenderán los cuatro ganadores de la promoción para reemplazar a los equipos relegados.

## Ascensos y descensos
Un total de 22 equipos disputan la liga, incluyendo quince equipos de la temporada anterior, cuatro ascendidos de Segunda B y tres descendidos de Primera División.
| Pos.  | Ascendidos a 1.ª División  |
| ----- | -------------------------- |
| 1º    | R. C. Deportivo La Coruña  |
| 2º    | R. C. Celta de Vigo        |
| Prom. | Real Valladolid C. F. (3º) |

| Pos. | Descendidos de 1.ª División |
| ---- | --------------------------- |
| 18.º | Villarreal C. F.            |
| 19.º | Real Sporting de Gijón      |
| 20.º | Racing de Santander         |

| Pos. | Descendidos a 2.ª División B |
| ---- | ---------------------------- |
| 12.º | Villarreal C. F. "B"         |
| 20.º | F. C. Cartagena              |
| 21.º | C. D. Alcoyano               |
| 22.º | Gimnàstic de Tarragona       |

| Pos.      | Ascendidos de 2.ª División B |
| --------- | ---------------------------- |
| 1.º (I)   | Real Madrid Castilla         |
| 1.º (II)  | C. D. Mirandés               |
| 2.º (III) | S. D. Ponferradina           |
| 3.º (I)   | C. D. Lugo                   |

## Equipos
| Equipo                                | Entrenador             | Ciudad                     | Estadio                | Aforo  | Marca   | Patrocinador                  |
| ------------------------------------- | ---------------------- | -------------------------- | ---------------------- | ------ | ------- | ----------------------------- |
| Agrupación Deportiva Alcorcón         | José Bordalás          | Alcorcón                   | Santo Domingo          | 5 607  | Erreà   |                               |
| Unión Deportiva Almería               | Javi Gracia            | Almería                    | Juegos Mediterráneos   | 22 000 | Nike    | Urcisol                       |
| Fútbol Club Barcelona "B"             | Eusebio Sacristán      | Barcelona                  | Mini Estadi            | 15 276 | Nike    | Qatar Foundation              |
| Córdoba Club de Fútbol                | Juan Esnáider          | Córdoba                    | Nuevo Arcángel         | 21 822 | Nike    | Córdoba                       |
| Elche Club de Fútbol                  | Fran Escribá           | Elche                      | Manuel Martínez Valero | 36 017 | Acerbis | Gioseppo                      |
| Girona Futbol Club                    | Rubi                   | Gerona                     | Montilivi              | 9 500  | Luanvi  | RDI - Recuperación de Impagos |
| Club Deportivo Guadalajara            | Carlos Terrazas        | Guadalajara                | Pedro Escartín         | 8 000  | Joma    | Caja de Guadalajara           |
| Hércules Club de Fútbol               | Quique Hernández       | Alicante                   | José Rico Pérez        | 29 500 | Nike    | Comunidad Valenciana          |
| Sociedad Deportiva Huesca             | Jorge D'Alessandro     | Huesca                     | El Alcoraz             | 5 300  | Bemiser | Caja Inmaculada               |
| Unión Deportiva Las Palmas            | Sergio Lobera          | Las Palmas de Gran Canaria | Gran Canaria           | 31 250 | Hummel  | Gran Canaria                  |
| Club Deportivo Lugo                   | Quique Setién          | Lugo                       | Anxo Carro             | 4 800  | Umbro   | Estrella Galicia              |
| Club Deportivo Mirandés               | Carlos Pouso           | Miranda de Ebro            | Anduva                 | 6 000  | Bemiser |                               |
| Club Deportivo Numancia de Soria      | Pablo Machín           | Soria                      | Los Pajaritos          | 9 025  | Erreà   | Solarig                       |
| Real Madrid Castilla Club de Fútbol   | Alberto Toril          | Madrid                     | Alfredo Di Stéfano     | 9 000  | Adidas  | Bwin                          |
| Real Murcia Club de Fútbol            | Onésimo Sánchez        | Murcia                     | Nueva Condomina        | 31 179 | Joma    |                               |
| Sociedad Deportiva Ponferradina       | Claudio Barragán       | Ponferrada                 | El Toralín             | 8 800  | Adidas  | Bio3                          |
| Real Racing Club de Santander         | Alejandro Menéndez     | Santander                  | El Sardinero           | 22 222 | Kelme   |                               |
| Real Club Recreativo de Huelva        | Sergi Barjuan          | Huelva                     | Nuevo Colombino        | 21 670 | Hummel  | Cajasol                       |
| Centre d'Esports Sabadell Futbol Club | Lluís Carreras         | Sabadell                   | Nova Creu Alta         | 20 000 | Kelme   |                               |
| Real Sporting de Gijón                | José Ramón Sandoval    | Gijón                      | El Molinón             | 30 000 | Kappa   | Gijón, Asturias               |
| Villarreal Club de Fútbol             | Marcelino García Toral | Villarreal                 | El Madrigal            | 25 000 | Xtep    |                               |
| Xerez Club Deportivo                  | Carlos Ríos            | Jerez de la Frontera       | Chapín                 | 20 523 | Kappa   | Cajasol                       |

### Equipos por comunidades autónomas
| Com. Autónoma        | N.º | Equipos                                                    |
| -------------------- | --- | ---------------------------------------------------------- |
| Andalucía            | 4   | Córdoba CF, RC Recreativo de Huelva, UD Almería y Xerez CD |
| Castilla y León      | 3   | CD Mirandés, CD Numancia de Soria y SD Ponferradina        |
| Cataluña             | 3   | CE Sabadell FC, FC Barcelona "B" y Girona FC               |
| Comunidad Valenciana | 3   | Elche CF, Hércules CF y Villarreal CF                      |
| Comunidad de Madrid  | 2   | AD Alcorcón y Real Madrid Castilla                         |
| Aragón               | 1   | SD Huesca                                                  |
| Asturias             | 1   | Sporting de Gijón                                          |
| Canarias             | 1   | UD Las Palmas                                              |
| Cantabria            | 1   | Racing de Santander                                        |
| Castilla-La Mancha   | 1   | CD Guadalajara                                             |
| Galicia              | 1   | CD Lugo                                                    |
| Región de Murcia     | 1   | Real Murcia CF                                             |

### Cambios de entrenadores
| Equipo              | Entrenador (jornadas)                                                     |
| ------------------- | ------------------------------------------------------------------------- |
| Sporting de Gijón   | Manolo Sánchez (1-9) José Ramón Sandoval (10-42)                          |
| Hércules CF         | Juan Carlos Mandiá (1-10) Quique Hernández (11-42)                        |
| SD Huesca           | Antonio Calderón (1-17) Ángel Royo (18-19) Jorge D'Alessandro (20-42)     |
| Racing de Santander | Fabri González (1-17) José Aurelio Gay (18-28) Alejandro Menéndez (29-42) |
| Villarreal CF       | Julio Velázquez (1-21) Marcelino García Toral (22-42)                     |
| Real Murcia CF      | Gustavo Siviero (1-24) Onésimo Sánchez (25-42)                            |
| Xerez CD            | Esteban Vigo (1-26) Carlos Ríos (27-42)                                   |
| Córdoba CF          | Rafa Berges (1-33) Juan Esnáider (34-42)                                  |

## Clasificación
| Pos. | Equipo                     | Pts. | PJ | G  | E  | P  | GF | GC | Dif. | Clasificación                 |
| ---- | -------------------------- | ---- | -- | -- | -- | -- | -- | -- | ---- | ----------------------------- |
| 1    | Elche C. F. (C, A)         | 82   | 42 | 23 | 13 | 6  | 54 | 27 | +27  | Ascenso a Primera División    |
| 2    | Villarreal C. F. (A)       | 77   | 42 | 21 | 14 | 7  | 68 | 38 | +30  | Ascenso a Primera División    |
| 3    | U. D. Almería (A)          | 74   | 42 | 22 | 8  | 12 | 72 | 50 | +22  | Acceso a Playoff de ascenso   |
| 4    | Girona F. C.               | 71   | 42 | 21 | 8  | 13 | 74 | 56 | +18  | Acceso a Playoff de ascenso   |
| 5    | A. D. Alcorcón             | 69   | 42 | 21 | 6  | 15 | 57 | 55 | +2   | Acceso a Playoff de ascenso   |
| 6    | U. D. Las Palmas           | 66   | 42 | 18 | 12 | 12 | 62 | 55 | +7   | Acceso a Playoff de ascenso   |
| 7    | S. D. Ponferradina         | 66   | 42 | 19 | 9  | 14 | 57 | 50 | +7   |                               |
| 8    | Real Madrid Castilla       | 59   | 42 | 17 | 8  | 17 | 80 | 62 | +18  |                               |
| 9    | F. C. Barcelona "B"        | 57   | 42 | 15 | 12 | 15 | 76 | 71 | +5   |                               |
| 10   | Sporting de Gijón          | 56   | 42 | 15 | 11 | 16 | 60 | 53 | +7   |                               |
| 11   | C. D. Lugo                 | 56   | 42 | 15 | 11 | 16 | 46 | 54 | −8   |                               |
| 12   | C. D. Numancia             | 55   | 42 | 13 | 16 | 13 | 53 | 55 | −2   |                               |
| 13   | R. C. Recreativo de Huelva | 54   | 42 | 15 | 9  | 18 | 46 | 57 | −11  |                               |
| 14   | Córdoba C. F.              | 54   | 42 | 15 | 9  | 18 | 55 | 55 | 0    |                               |
| 15   | C. D. Mirandés             | 52   | 42 | 13 | 13 | 16 | 35 | 51 | −16  |                               |
| 16   | C. E. Sabadell F. C.       | 52   | 42 | 14 | 10 | 18 | 54 | 69 | −15  |                               |
| 17   | Hércules C. F.             | 50   | 42 | 13 | 11 | 18 | 43 | 53 | −10  |                               |
| 18   | C. D. Guadalajara (D)      | 50   | 42 | 12 | 14 | 16 | 46 | 53 | −7   | Descenso a Segunda División B |
| 19   | Real Murcia C. F.          | 47   | 42 | 12 | 11 | 19 | 43 | 56 | −13  |                               |
| 20   | Racing de Santander (D)    | 46   | 42 | 12 | 10 | 20 | 38 | 51 | −13  | Descenso a Segunda División B |
| 21   | S. D. Huesca (D)           | 45   | 42 | 11 | 12 | 19 | 46 | 58 | −12  | Descenso a Segunda División B |
| 22   | Xerez C. D. (D)            | 30   | 42 | 7  | 9  | 26 | 38 | 74 | −36  | Descenso a Segunda División B |

 Fuente: BDFútbol
Criterios de clasificación: Puntos · Enfrentamientos directos · Diferencia de goles · Goles a favor · Play-off
Notas:
1. ↑  El C. D. Guadalajara descendió administrativamente a Segunda División B por supuestas irregularidades en su ampliación de capital.[53][54]
2. ↑  El Xerez C. D. fue descendido deportivamente a Segunda División B y por impagos a Tercera División el 1 de Agosto de 2013.

### Evolución de la clasificación
| Equipo / Jornada | 1  | 2  | 3  | 4  | 5  | 6  | 7  | 8  | 9  | 10 | 11 | 12 | 13 | 14 | 15 | 16 | 17 | 18 | 19 | 20 | 21 | 22 | 23 | 24 | 25 | 26 | 27 | 28 | 29 | 30 | 31 | 32 | 33 | 34 | 35 | 36 | 37 | 38 | 39 | 40 | 41 | 42 |
| Equipo / Jornada |    |    |    |    |    |    |    |    |    |    |    |    |    |    |    |    |    |    |    |    |    |    |    |    |    |    |    |    |    |    |    |    |    |    |    |    |    |    |    |    |    |    |
| ---------------- | -- | -- | -- | -- | -- | -- | -- | -- | -- | -- | -- | -- | -- | -- | -- | -- | -- | -- | -- | -- | -- | -- | -- | -- | -- | -- | -- | -- | -- | -- | -- | -- | -- | -- | -- | -- | -- | -- | -- | -- | -- | -- |
| Elche            | 1  | 1  | 1  | 1  | 1  | 1  | 1  | 1  | 1  | 1  | 1  | 1  | 1  | 1  | 1  | 1  | 1  | 1  | 1  | 1  | 1  | 1  | 1  | 1  | 1  | 1  | 1  | 1  | 1  | 1  | 1  | 1  | 1  | 1  | 1  | 1  | 1  | 1  | 1  | 1  | 1  | 1  |
| Villarreal       | 5  | 9  | 5  | 2  | 2  | 2  | 2  | 3  | 3  | 6  | 5  | 5  | 5  | 4  | 5  | 5  | 5  | 5  | 5  | 6  | 7  | 10 | 8  | 9  | 7  | 6  | 7  | 5  | 5  | 5  | 5  | 4  | 3  | 4  | 4  | 4  | 4  | 3  | 2  | 2  | 2  | 2  |
| Almería          | 4  | 2  | 2  | 3  | 3  | 3  | 4  | 2  | 2  | 2  | 2  | 2  | 3  | 3  | 2  | 2  | 2  | 3  | 4  | 4  | 3  | 2  | 2  | 2  | 2  | 2  | 2  | 2  | 2  | 3  | 4  | 3  | 2  | 5  | 5  | 5  | 5  | 4  | 3  | 3  | 3  | 3  |
| Girona           | 12 | 3  | 3  | 4  | 4  | 6  | 5  | 4  | 4  | 5  | 4  | 3  | 2  | 2  | 3  | 4  | 3  | 2  | 2  | 3  | 2  | 3  | 3  | 3  | 4  | 4  | 3  | 4  | 4  | 4  | 3  | 5  | 4  | 2  | 2  | 3  | 2  | 2  | 4  | 4  | 4  | 4  |
| Alcorcón         | 10 | 16 | 11 | 6  | 5  | 7  | 7  | 9  | 6  | 4  | 3  | 4  | 4  | 5  | 4  | 3  | 4  | 4  | 3  | 2  | 4  | 4  | 4  | 4  | 3  | 3  | 4  | 3  | 3  | 2  | 2  | 2  | 5  | 3  | 3  | 2  | 3  | 5  | 5  | 5  | 5  | 5  |
| Las Palmas       | 7  | 7  | 10 | 16 | 18 | 19 | 17 | 19 | 20 | 19 | 17 | 15 | 12 | 12 | 8  | 8  | 7  | 9  | 7  | 8  | 6  | 6  | 7  | 7  | 8  | 7  | 9  | 8  | 7  | 6  | 6  | 6  | 6  | 6  | 6  | 6  | 6  | 6  | 6  | 7  | 6  | 6  |
| Ponferradina     | 20 | 13 | 16 | 17 | 19 | 20 | 16 | 14 | 16 | 18 | 14 | 18 | 18 | 15 | 13 | 11 | 8  | 7  | 6  | 7  | 8  | 9  | 11 | 10 | 11 | 11 | 11 | 10 | 8  | 8  | 7  | 7  | 7  | 7  | 7  | 7  | 7  | 7  | 7  | 6  | 7  | 7  |
| Castilla         | 16 | 12 | 15 | 11 | 12 | 11 | 13 | 11 | 7  | 9  | 10 | 12 | 13 | 13 | 15 | 15 | 14 | 15 | 16 | 17 | 16 | 16 | 16 | 14 | 13 | 14 | 13 | 15 | 15 | 15 | 15 | 15 | 15 | 14 | 10 | 11 | 10 | 12 | 10 | 9  | 8  | 8  |
| Barcelona "B"    | 15 | 18 | 14 | 9  | 6  | 4  | 6  | 7  | 5  | 3  | 6  | 6  | 8  | 10 | 6  | 6  | 6  | 6  | 8  | 5  | 5  | 5  | 5  | 5  | 6  | 9  | 5  | 6  | 6  | 7  | 8  | 9  | 8  | 8  | 8  | 8  | 8  | 8  | 8  | 8  | 9  | 9  |
| Sporting         | 22 | 21 | 19 | 20 | 21 | 18 | 20 | 17 | 17 | 16 | 12 | 14 | 16 | 18 | 17 | 16 | 17 | 16 | 14 | 15 | 15 | 14 | 14 | 15 | 14 | 15 | 15 | 12 | 13 | 12 | 10 | 10 | 11 | 9  | 9  | 10 | 12 | 10 | 9  | 10 | 10 | 10 |
| Lugo             | 6  | 8  | 8  | 10 | 13 | 15 | 14 | 16 | 12 | 13 | 16 | 13 | 14 | 16 | 16 | 17 | 16 | 13 | 12 | 13 | 11 | 12 | 10 | 12 | 12 | 13 | 12 | 14 | 14 | 13 | 12 | 11 | 10 | 11 | 13 | 12 | 13 | 13 | 16 | 13 | 11 | 11 |
| Numancia         | 2  | 4  | 7  | 8  | 11 | 10 | 9  | 8  | 10 | 12 | 15 | 17 | 15 | 14 | 12 | 10 | 13 | 14 | 13 | 9  | 12 | 13 | 13 | 13 | 15 | 12 | 14 | 13 | 12 | 11 | 13 | 12 | 13 | 13 | 14 | 14 | 15 | 15 | 14 | 12 | 14 | 12 |
| Recreativo       | 21 | 14 | 12 | 7  | 10 | 8  | 10 | 10 | 11 | 8  | 7  | 7  | 6  | 7  | 9  | 13 | 12 | 11 | 10 | 10 | 13 | 11 | 12 | 11 | 9  | 8  | 10 | 11 | 11 | 14 | 14 | 13 | 14 | 15 | 15 | 13 | 14 | 14 | 17 | 14 | 13 | 13 |
| Córdoba          | 11 | 5  | 6  | 13 | 16 | 12 | 15 | 12 | 14 | 11 | 11 | 8  | 7  | 9  | 11 | 12 | 11 | 10 | 11 | 12 | 10 | 8  | 6  | 6  | 5  | 5  | 8  | 9  | 10 | 9  | 9  | 8  | 9  | 10 | 11 | 9  | 9  | 9  | 11 | 11 | 12 | 14 |
| Mirandés         | 19 | 20 | 13 | 15 | 15 | 17 | 19 | 20 | 21 | 21 | 21 | 20 | 20 | 20 | 20 | 20 | 22 | 19 | 19 | 20 | 20 | 19 | 18 | 16 | 17 | 19 | 19 | 18 | 18 | 18 | 18 | 18 | 19 | 17 | 18 | 18 | 18 | 18 | 18 | 18 | 18 | 15 |
| Sabadell         | 14 | 15 | 18 | 12 | 8  | 5  | 3  | 6  | 9  | 10 | 9  | 11 | 9  | 6  | 7  | 7  | 9  | 8  | 9  | 11 | 9  | 7  | 9  | 8  | 10 | 10 | 6  | 7  | 9  | 10 | 11 | 14 | 12 | 12 | 12 | 15 | 11 | 11 | 12 | 15 | 15 | 16 |
| Hércules         | 17 | 19 | 22 | 18 | 20 | 21 | 21 | 21 | 19 | 20 | 20 | 21 | 22 | 21 | 22 | 22 | 21 | 22 | 22 | 22 | 22 | 21 | 21 | 20 | 20 | 20 | 21 | 21 | 21 | 21 | 20 | 19 | 20 | 19 | 17 | 17 | 17 | 16 | 13 | 16 | 16 | 17 |
| Guadalajara      | 9  | 17 | 21 | 22 | 22 | 22 | 22 | 22 | 22 | 22 | 22 | 22 | 21 | 22 | 21 | 21 | 18 | 18 | 18 | 18 | 17 | 17 | 17 | 18 | 16 | 16 | 17 | 17 | 16 | 16 | 16 | 16 | 16 | 16 | 16 | 16 | 16 | 17 | 15 | 17 | 17 | 18 |
| Murcia           | 13 | 6  | 4  | 5  | 9  | 14 | 8  | 5  | 8  | 7  | 8  | 9  | 10 | 8  | 10 | 9  | 10 | 12 | 15 | 14 | 14 | 15 | 15 | 17 | 18 | 17 | 16 | 16 | 17 | 17 | 17 | 17 | 17 | 18 | 19 | 19 | 19 | 19 | 19 | 21 | 20 | 19 |
| Racing           | 18 | 22 | 20 | 21 | 17 | 13 | 12 | 15 | 15 | 14 | 18 | 16 | 17 | 19 | 19 | 19 | 20 | 21 | 21 | 19 | 21 | 22 | 22 | 22 | 21 | 21 | 20 | 20 | 19 | 19 | 21 | 21 | 18 | 21 | 21 | 21 | 21 | 20 | 20 | 19 | 21 | 20 |
| Huesca           | 8  | 10 | 9  | 14 | 7  | 9  | 11 | 13 | 13 | 15 | 19 | 19 | 19 | 17 | 18 | 18 | 19 | 20 | 20 | 21 | 19 | 20 | 19 | 19 | 19 | 18 | 18 | 19 | 20 | 20 | 19 | 20 | 21 | 20 | 20 | 20 | 20 | 21 | 21 | 20 | 19 | 21 |
| Xerez            | 3  | 11 | 17 | 19 | 14 | 16 | 18 | 18 | 18 | 17 | 13 | 10 | 11 | 11 | 14 | 14 | 15 | 17 | 17 | 16 | 18 | 18 | 20 | 21 | 22 | 22 | 22 | 22 | 22 | 22 | 22 | 22 | 22 | 22 | 22 | 22 | 22 | 22 | 22 | 22 | 22 | 22 |

## Resultados
Los horarios corresponden a la CET (Hora Central Europea) UTC +1 en horario
estándar y UTC +2 en horario de verano.

### Primera vuelta
| C. D. Mirandés                | 0 - 1 | S. D. Huesca               | Anduva                 | 17 de agosto | 19:00 | Canal+ 1 y Canal+ 1 HD |
| F. C. Barcelona "B"           | 4 - 5 | U. D. Almería              | Mini Estadi            | 17 de agosto | 19:00 | Esport3                |
| Villarreal C. F.              | 3 - 1 | Real Madrid Castilla C. F. | El Madrigal            | 17 de agosto | 21:00 | Marca TV               |
| Girona F. C.                  | 0 - 0 | C. E. Sabadell F. C.       | Montilivi              | 18 de agosto | 19:00 | Esport3                |
| C. D. Lugo                    | 1 - 0 | Hércules C. F.             | Anxo Carro             | 18 de agosto | 19:00 | Marca TV               |
| Xerez C. D.                   | 2 - 0 | R. C. Recreativo de Huelva | Chapín                 | 18 de agosto | 21:00 | Marca TV               |
| Real Racing Club de Santander | 0 - 1 | U. D. Las Palmas           | El Sardinero           | 19 de agosto | 19:00 | Marca TV               |
| C. D. Numancia de Soria       | 2 - 0 | Real Sporting de Gijón     | Los Pajaritos          | 19 de agosto | 19:00 | Canal Telecable        |
| A. D. Alcorcón                | 1 - 1 | C. D. Guadajalara          | Santo Domingo          | 19 de agosto | 21:00 | —                      |
| Elche C. F.                   | 4 - 2 | S. D. Ponferradina         | Manuel Martínez Valero | 19 de agosto | 21:00 | —                      |
| Real Murcia C. F.             | 0 - 0 | Córdoba C. F.              | Nueva Condomina        | 20 de agosto | 21:00 | —                      |

| U. D. Almería              | 2 - 1 | Xerez C. D.                   | Juegos Mediterráneos | 24 de agosto | 21:00 | Marca TV               |
| C. E. Sabadell F. C.       | 0 - 0 | Villarreal C. F.              | Nova Creu Alta       | 25 de agosto | 19:00 | Esport3                |
| C. D. Guadalajara          | 1 - 5 | Girona F. C.                  | Pedro Escartín       | 25 de agosto | 19:00 | —                      |
| S. D. Ponferradina         | 2 - 0 | A. D. Alcorcón                | El Toralín           | 25 de agosto | 19:00 | —                      |
| U. D. Las Palmas           | 1 - 1 | C. D. Lugo                    | Gran Canaria         | 25 de agosto | 19:00 | —                      |
| Real Sporting de Gijón     | 2 - 3 | Real Murcia C. F.             | El Molinón           | 25 de agosto | 19:00 | Marca TV               |
| S. D. Huesca               | 1 - 1 | C. D. Numancia de Soria       | El Alcoraz           | 25 de agosto | 19:00 | —                      |
| R. C. Recreativo de Huelva | 1 - 0 | C. D. Mirandés                | Nuevo Colombino      | 25 de agosto | 19:00 | —                      |
| Real Madrid Castilla C. F. | 3 - 2 | F. C. Barcelona "B"           | Alfredo Di Stéfano   | 25 de agosto | 21:00 | Canal+ 1 y Canal+ 1 HD |
| Hércules C. F.             | 1 - 2 | Elche C. F.                   | José Rico Pérez      | 26 de agosto | 20:00 | Marca TV               |
| Córdoba C. F.              | 2 - 0 | Real Racing Club de Santander | Nuevo Arcángel       | 26 de agosto | 22:00 | Marca TV               |

| Girona F. C.                  | 1 - 0 | S. D. Ponferradina         | Montilivi              | 1 de septiembre | 18:00 | Esport3                |
| Elche C. F.                   | 3 - 1 | U. D. Las Palmas           | Manuel Martínez Valero | 1 de septiembre | 18:00 | —                      |
| C. D. Lugo                    | 1 - 1 | Córdoba C. F.              | Anxo Carro             | 1 de septiembre | 18:00 | —                      |
| Real Murcia C. F.             | 2 - 1 | S. D. Huesca               | Nueva Condomina        | 1 de septiembre | 18:00 | —                      |
| C. D. Numancia de Soria       | 0 - 0 | R. C. Recreativo de Huelva | Los Pajaritos          | 1 de septiembre | 18:00 | —                      |
| Xerez C. D.                   | 0 - 4 | C. D. Mirandés             | Chapín                 | 1 de septiembre | 18:00 | —                      |
| Villarreal C. F.              | 2 - 1 | C. D. Guadalajara          | El Madrigal            | 1 de septiembre | 20:00 | Marca TV               |
| U. D. Almería                 | 1 - 0 | Real Madrid Castilla C. F. | Juegos Mediterráneos   | 1 de septiembre | 22:00 | Marca TV               |
| Real Racing Club de Santander | 0 - 0 | Real Sporting de Gijón     | El Sardinero           | 2 de septiembre | 12:00 | Canal+ 1 y Canal+ 1 HD |
| A. D. Alcorcón                | 1 - 0 | Hércules C. F.             | Santo Domingo          | 2 de septiembre | 16:00 | Marca TV               |
| F. C. Barcelona "B"           | 2 - 0 | C. E. Sabadell F. C.       | Mini Estadi            | 2 de septiembre | 18:00 | Esport3                |

| R. C. Recreativo de Huelva | 3 - 2 | Real Murcia C. F.             | Nuevo Colombino    | 8 de septiembre | 16:00 | Marca TV               |
| C. E. Sabadell F. C.       | 3 - 0 | U. D. Almería                 | Nova Creu Alta     | 8 de septiembre | 18:00 | Esport3                |
| C. D. Guadalajara          | 0 - 1 | F. C. Barcelona "B"           | Pedro Escartín     | 8 de septiembre | 18:00 | —                      |
| S. D. Ponferradina         | 0 - 1 | Villarreal C. F.              | El Toralín         | 8 de septiembre | 18:00 | —                      |
| C. D. Mirandés             | 0 - 0 | C. D. Numancia de Soria       | Anduva             | 8 de septiembre | 18:00 | —                      |
| U. D. Las Palmas           | 1 - 3 | A. D. Alcorcón                | Gran Canaria       | 8 de septiembre | 20:00 | —                      |
| Hércules C. F.             | 2 - 1 | Girona F. C.                  | José Rico Pérez    | 8 de septiembre | 20:00 | —                      |
| Real Madrid Castilla C. F. | 3 - 2 | Xerez C. D.                   | Alfredo Di Stéfano | 8 de septiembre | 22:00 | Marca TV               |
| Córdoba C. F.              | 0 - 1 | Elche C. F.                   | Nuevo Arcángel     | 9 de septiembre | 12:00 | Canal+ 1 y Canal+ 1 HD |
| Real Sporting de Gijón     | 1 - 1 | C. D. Lugo                    | El Molinón         | 9 de septiembre | 18:00 | —                      |
| S. D. Huesca               | 1 - 1 | Real Racing Club de Santander | El Alcoraz         | 9 de septiembre | 18:00 | Marca TV               |

| Real Madrid Castilla C. F.    | 2 - 3 | C. E. Sabadell F. C.       | Alfredo Di Stéfano     | 14 de septiembre | 21:00 | Marca TV               |
| U. D. Almería                 | 4 - 0 | C. D. Guadalajara          | Juegos Mediterráneos   | 15 de septiembre | 18:00 | —                      |
| F. C. Barcelona "B"           | 2 - 1 | S. D. Ponferradina         | Mini Estadi            | 15 de septiembre | 18:00 | Esport3                |
| A. D. Alcorcón                | 2 - 1 | Córdoba C. F.              | Santo Domingo          | 15 de septiembre | 18:00 | —                      |
| Elche C. F.                   | 2 - 1 | Real Sporting de Gijón     | Manuel Martínez Valero | 15 de septiembre | 18:00 | Canal Telecable        |
| C. D. Lugo                    | 2 - 4 | S. D. Huesca               | Anxo Carro             | 15 de septiembre | 18:00 | —                      |
| Real Racing Club de Santander | 3 - 0 | R. C. Recreativo de Huelva | El Sardinero           | 15 de septiembre | 18:00 | Marca TV               |
| Xerez C. D.                   | 2 - 0 | C. D. Numancia de Soria    | Chapín                 | 15 de septiembre | 18:00 | —                      |
| Real Murcia C. F.             | 2 - 2 | C. D. Mirandés             | Nueva Condomina        | 15 de septiembre | 20:00 | Marca TV               |
| Girona F. C.                  | 5 - 0 | U. D. Las Palmas           | Montilivi              | 16 de septiembre | 12:00 | —                      |
| Villarreal C. F.              | 1 - 0 | Hércules C. F.             | El Madrigal            | 16 de septiembre | 20:30 | Canal+ 1 y Canal+ 1 HD |

| Hércules C. F.             | 0 - 3 | F. C. Barcelona "B"           | José Rico Pérez | 22 de septiembre | 16:00 | Marca TV               |
| C. E. Sabadell F. C.       | 3 - 0 | Xerez C. D.                   | Nova Creu Alta  | 22 de septiembre | 18:00 | Esport3                |
| S. D. Ponferradina         | 2 - 2 | U. D. Almería                 | El Toralín      | 22 de septiembre | 18:00 | —                      |
| U. D. Las Palmas           | 2 - 2 | Villarreal C. F.              | Gran Canaria    | 22 de septiembre | 18:00 | Marca TV               |
| Real Sporting de Gijón     | 2 - 1 | A. D. Alcorcón                | El Molinón      | 22 de septiembre | 18:00 | —                      |
| S. D. Huesca               | 0 - 0 | Elche C. F.                   | El Alcoraz      | 22 de septiembre | 18:00 | —                      |
| R. C. Recreativo de Huelva | 3 - 0 | C. D. Lugo                    | Nuevo Colombino | 22 de septiembre | 18:00 | —                      |
| C. D. Mirandés             | 0 - 1 | Real Racing Club de Santander | Anduva          | 22 de septiembre | 18:00 | —                      |
| C. D. Guadalajara          | 3 - 4 | Real Madrid Castilla C. F.    | Pedro Escartín  | 22 de septiembre | 20:00 | Marca TV               |
| Córdoba C. F.              | 2 - 0 | Girona F. C.                  | Nuevo Arcángel  | 22 de septiembre | 22:00 | Marca TV               |
| C. D. Numancia de Soria    | 1 - 0 | Real Murcia C. F.             | Los Pajaritos   | 23 de septiembre | 12:00 | Canal+ 1 y Canal+ 1 HD |

| Real Madrid Castilla C. F.    | 1 - 2 | S. D. Ponferradina         | Alfredo Di Stéfano     | 28 de septiembre | 21:00 | Marca TV               |
| Girona F. C.                  | 3 - 1 | Real Sporting de Gijón     | Montilivi              | 29 de septiembre | 16:00 | Esport3                |
| F. C. Barcelona "B"           | 1 - 1 | U. D. Las Palmas           | Mini Estadi            | 29 de septiembre | 18:00 | Esport3                |
| Villarreal C. F.              | 2 - 0 | Córdoba C. F.              | El Madrigal            | 29 de septiembre | 18:00 | Marca TV               |
| A. D. Alcorcón                | 1 - 0 | S. D. Huesca               | Santo Domingo          | 29 de septiembre | 18:00 | —                      |
| C. D. Lugo                    | 2 - 0 | C. D. Mirandés             | Anxo Carro             | 29 de septiembre | 18:00 | —                      |
| Real Racing Club de Santander | 1 - 1 | C. D. Numancia de Soria    | El Sardinero           | 29 de septiembre | 18:00 | —                      |
| Xerez C. D.                   | 0 - 3 | Real Murcia C. F.          | Chapín                 | 29 de septiembre | 18:00 | —                      |
| C. E. Sabadell F. C.          | 2 - 1 | C. D. Guadalajara          | Nova Creu Alta         | 29 de septiembre | 20:00 | Esport3                |
| Elche C. F.                   | 3 - 0 | R. C. Recreativo de Huelva | Manuel Martínez Valero | 29 de septiembre | 20:00 | Marca TV               |
| U. D. Almería                 | 0 - 0 | Hércules C. F.             | Juegos Mediterráneos   | 30 de septiembre | 20:30 | Canal+ 1 y Canal+ 1 HD |

| C. D. Guadalajara          | 1 - 1 | Xerez C. D.                   | Pedro Escartín  | 6 de octubre | 18:00 | —                      |
| S. D. Ponferradina         | 3 - 1 | C. E. Sabadell F. C.          | El Toralín      | 6 de octubre | 18:00 | —                      |
| Córdoba C. F.              | 2 - 1 | F. C. Barcelona "B"           | Nuevo Arcángel  | 6 de octubre | 18:00 | —                      |
| S. D. Huesca               | 0 - 0 | Girona F. C.                  | El Alcoraz      | 6 de octubre | 18:00 | Esport3                |
| R. C. Recreativo de Huelva | 4 - 2 | A. D. Alcorcón                | Nuevo Colombino | 6 de octubre | 18:00 | —                      |
| C. D. Mirandés             | 1 - 2 | Elche C. F.                   | Anduva          | 6 de octubre | 18:00 | Marca TV               |
| C. D. Numancia de Soria    | 3 - 0 | C. D. Lugo                    | Los Pajaritos   | 6 de octubre | 18:00 | —                      |
| U. D. Las Palmas           | 1 - 2 | U. D. Almería                 | Gran Canaria    | 6 de octubre | 18:30 | —                      |
| Real Murcia C. F.          | 1 - 0 | Real Racing Club de Santander | Nueva Condomina | 6 de octubre | 20:00 | Marca TV               |
| Real Sporting de Gijón     | 2 - 0 | Villarreal C. F.              | El Molinón      | 7 de octubre | 12:00 | Canal+ 1 y Canal+ 1 HD |
| Hércules C. F.             | 2 - 4 | Real Madrid Castilla C. F.    | José Rico Pérez | 8 de octubre | 21:30 | Marca TV               |

| C. D. Guadalajara          | 2 - 0 | S. D. Ponferradina            | Pedro Escartín         | 13 de octubre | 18:00 | —                      |
| F. C. Barcelona "B"        | 3 - 0 | Real Sporting de Gijón        | Mini Estadi            | 13 de octubre | 18:00 | Esport3                |
| A. D. Alcorcón             | 4 - 0 | C. D. Mirandés                | Santo Domingo          | 13 de octubre | 18:00 | —                      |
| C. D. Lugo                 | 2 - 1 | Real Murcia C. F.             | Anxo Carro             | 13 de octubre | 18:00 | —                      |
| Xerez C. D.                | 1 - 1 | Real Racing Club de Santander | Chapín                 | 13 de octubre | 18:00 | —                      |
| Villarreal C. F.           | 1 - 1 | S. D. Huesca                  | El Madrigal            | 13 de octubre | 21:00 | Marca TV               |
| Elche C. F.                | 4 - 0 | C. D. Numancia de Soria       | Manuel Martínez Valero | 14 de octubre | 12:00 | Marca TV               |
| C. E. Sabadell F. C.       | 1 - 2 | Hércules C. F.                | Nova Creu Alta         | 14 de octubre | 17:00 | Esport3                |
| Girona F. C.               | 5 - 2 | R. C. Recreativo de Huelva    | Montilivi              | 14 de octubre | 19:00 | Esport3                |
| U. D. Almería              | 3 - 0 | Córdoba C. F.                 | Juegos Mediterráneos   | 14 de octubre | 20:30 | Canal+ 1 y Canal+ 1 HD |
| Real Madrid Castilla C. F. | 3 - 2 | U. D. Las Palmas              | Alfredo Di Stéfano     | 15 de octubre | 21:00 | Marca TV               |

| Córdoba C. F.                 | 1 - 0 | Real Madrid Castilla C. F. | Nuevo Arcángel  | 20 de octubre | 16:00 | Marca TV               |
| S. D. Ponferradina            | 0 - 1 | Xerez C. D.                | El Toralín      | 20 de octubre | 18:00 | —                      |
| Hércules C. F.                | 0 - 0 | C. D. Guadalajara          | José Rico Pérez | 20 de octubre | 18:00 | —                      |
| Real Sporting de Gijón        | 2 - 1 | U. D. Almería              | El Molinón      | 20 de octubre | 18:00 | —                      |
| C. D. Mirandés                | 1 - 1 | Girona F. C.               | Anduva          | 20 de octubre | 18:00 | —                      |
| C. D. Numancia de Soria       | 0 - 1 | A. D. Alcorcón             | Los Pajaritos   | 20 de octubre | 18:00 | —                      |
| Real Racing Club de Santander | 0 - 0 | C. D. Lugo                 | El Sardinero    | 21 de octubre | 12:00 | Marca TV               |
| R. C. Recreativo de Huelva    | 2 - 0 | Villarreal C. F.           | Nuevo Colombino | 21 de octubre | 18:00 | Marca TV               |
| U. D. Las Palmas              | 1 - 0 | C. E. Sabadell F. C.       | Gran Canaria    | 21 de octubre | 19:00 | —                      |
| Real Murcia C. F.             | 1 - 0 | Elche C. F.                | Nueva Condomina | 21 de octubre | 20:30 | Canal+ 1 y Canal+ 1 HD |
| S. D. Huesca                  | 1 - 4 | F. C. Barcelona "B"        | El Alcoraz      | 31 de octubre | 20:00 | Esport3                |

| F. C. Barcelona "B"        | 2 - 3 | R. C. Recreativo de Huelva    | Mini Estadi            | 26 de octubre | 21:00 | Esport3                |
| U. D. Almería              | 1 - 0 | S. D. Huesca                  | Juegos Mediterráneos   | 27 de octubre | 16:00 | Marca TV               |
| C. D. Guadalajara          | 2 - 3 | U. D. Las Palmas              | Pedro Escartín         | 27 de octubre | 18:00 | —                      |
| C. E. Sabadell F. C.       | 1 - 1 | Córdoba C. F.                 | Nova Creu Alta         | 27 de octubre | 18:00 | Esport3                |
| Villarreal C. F.           | 2 - 0 | C. D. Mirandés                | El Madrigal            | 27 de octubre | 18:00 | Marca TV               |
| Real Madrid Castilla C. F. | 2 - 4 | Real Sporting de Gijón        | Alfredo Di Stéfano     | 28 de octubre | 12:00 | Canal+ 1 y Canal+ 1 HD |
| S. D. Ponferradina         | 1 - 0 | Hércules C. F.                | El Toralín             | 28 de octubre | 18:00 | —                      |
| Girona F. C.               | 3 - 1 | C. D. Numancia de Soria       | Montilivi              | 28 de octubre | 18:00 | —                      |
| A. D. Alcorcón             | 1 - 0 | Real Murcia C. F.             | Santo Domingo          | 28 de octubre | 18:00 | —                      |
| Elche C. F.                | 1 - 0 | Real Racing Club de Santander | Manuel Martínez Valero | 28 de octubre | 18:00 | Marca TV               |
| Xerez C. D.                | 1 - 0 | C. D. Lugo                    | Chapín                 | 28 de octubre | 18:00 | —                      |

| C. D. Mirandés                | 3 - 0 | F. C. Barcelona "B"        | Anduva          | 3 de noviembre | 16:00 | Esport3                |
| C. D. Numancia de Soria       | 1 - 1 | Villarreal C. F.           | Los Pajaritos   | 3 de noviembre | 16:00 | Marca TV               |
| Real Murcia C. F.             | 0 - 1 | Girona F. C.               | Nueva Condomina | 3 de noviembre | 18:00 | —                      |
| Real Racing Club de Santander | 2 - 1 | A. D. Alcorcón             | El Sardinero    | 3 de noviembre | 18:00 | —                      |
| Hércules C. F.                | 1 - 5 | Xerez C. D.                | José Rico Pérez | 4 de noviembre | 12:00 | —                      |
| Córdoba C. F.                 | 1 - 0 | C. D. Guadalajara          | Nuevo Arcángel  | 4 de noviembre | 12:00 | —                      |
| S. D. Huesca                  | 2 - 2 | Real Madrid Castilla C. F. | El Alcoraz      | 4 de noviembre | 12:00 | Marca TV               |
| C. D. Lugo                    | 1 - 0 | Elche C. F.                | Anxo Carro      | 4 de noviembre | 18:00 | Marca TV               |
| U. D. Las Palmas              | 1 - 0 | S. D. Ponferradina         | Gran Canaria    | 4 de noviembre | 18:00 | Televisión Canaria     |
| Real Sporting de Gijón        | 0 - 0 | C. E. Sabadell F. C.       | El Molinón      | 4 de noviembre | 20:00 | Marca TV               |
| R. C. Recreativo de Huelva    | 0 - 2 | U. D. Almería              | Nuevo Colombino | 4 de noviembre | 20:30 | Canal+ 1 y Canal+ 1 HD |

| Girona F. C.               | 1 - 0 | Real Racing Club de Santander | Montilivi            | 10 de noviembre | 16:00 | Esport3                |
| C. D. Guadalajara          | 2 - 1 | Real Sporting de Gijón        | Pedro Escartín       | 10 de noviembre | 18:00 | —                      |
| F. C. Barcelona "B"        | 3 - 3 | C. D. Numancia de Soria       | Mini Estadi          | 10 de noviembre | 18:00 | Esport3                |
| C. E. Sabadell F. C.       | 1 - 0 | S. D. Huesca                  | Nova Creu Alta       | 10 de noviembre | 20:00 | Esport3                |
| Xerez C. D.                | 0 - 0 | Elche C. F.                   | Chapín               | 10 de noviembre | 21:30 | Marca TV               |
| Hércules C. F.             | 0 - 2 | U. D. Las Palmas              | José Rico Pérez      | 11 de noviembre | 12:00 | Televisión Canaria     |
| Villarreal C. F.           | 1 - 1 | Real Murcia C. F.             | El Madrigal          | 11 de noviembre | 12:00 | Canal+ 1 y Canal+ 1 HD |
| S. D. Ponferradina         | 3 - 5 | Córdoba C. F.                 | El Toralín           | 11 de noviembre | 16:00 | —                      |
| U. D. Almería              | 0 - 0 | C. D. Mirandés                | Juegos Mediterráneos | 11 de noviembre | 16:00 | Marca TV               |
| A. D. Alcorcón             | 2 - 1 | C. D. Lugo                    | Santo Domingo        | 11 de noviembre | 16:00 | —                      |
| Real Madrid Castilla C. F. | 0 - 1 | R. C. Recreativo de Huelva    | Alfredo Di Stéfano   | 12 de noviembre | 21:00 | Marca TV               |

| Real Sporting de Gijón        | 2 - 3 | S. D. Ponferradina         | El Molinón             | 16 de noviembre | 21:00 | Marca TV               |
| Real Racing Club de Santander | 0 - 3 | Villarreal C. F.           | El Sardinero           | 17 de noviembre | 16:00 | Marca TV               |
| Real Murcia C. F.             | 1 - 0 | F. C. Barcelona "B"        | Nueva Condomina        | 17 de noviembre | 18:00 | Esport3                |
| C. D. Lugo                    | 1 - 2 | Girona F. C.               | Anxo Carro             | 17 de noviembre | 18:00 | —                      |
| U. D. Las Palmas              | 1 - 1 | Xerez C. D.                | Gran Canaria           | 17 de noviembre | 19:00 | Televisión Canaria     |
| Córdoba C. F.                 | 1 - 2 | Hércules C. F.             | Nuevo Arcángel         | 18 de noviembre | 12:00 | —                      |
| R. C. Recreativo de Huelva    | 2 - 5 | C. E. Sabadell F. C.       | Nuevo Colombino        | 18 de noviembre | 12:00 | —                      |
| Elche C. F.                   | 1 - 0 | A. D. Alcorcón             | Manuel Martínez Valero | 18 de noviembre | 12:00 | Canal+ 1 y Canal+ 1 HD |
| S. D. Huesca                  | 2 - 1 | C. D. Guadalajara          | El Alcoraz             | 18 de noviembre | 16:00 | —                      |
| C. D. Mirandés                | 0 - 0 | Real Madrid Castilla C. F. | Anduva                 | 18 de noviembre | 18:00 | —                      |
| C. D. Numancia de Soria       | 0 - 0 | U. D. Almería              | Los Pajaritos          | 18 de noviembre | 18:00 | Marca TV               |

| U. D. Las Palmas           | 3 - 0 | Córdoba C. F.                 | Gran Canaria         | 24 de noviembre | 18:00 | Televisión Canaria     |
| Hércules C. F.             | 1 - 1 | Real Sporting de Gijón        | José Rico Pérez      | 24 de noviembre | 18:00 | —                      |
| C. D. Guadalajara          | 1 - 0 | R. C. Recreativo de Huelva    | Pedro Escartín       | 24 de noviembre | 18:00 | —                      |
| Girona F. C.               | 0 - 1 | Elche C. F.                   | Montilivi            | 24 de noviembre | 18:00 | Esport3                |
| C. E. Sabadell F. C.       | 1 - 1 | C. D. Mirandés                | Nova Creu Alta       | 24 de noviembre | 20:00 | Esport3                |
| Villarreal C. F.           | 1 - 1 | C. D. Lugo                    | El Madrigal          | 24 de noviembre | 20:00 | Marca TV               |
| F. C. Barcelona "B"        | 4 - 1 | Real Racing Club de Santander | Mini Estadi          | 25 de noviembre | 12:00 | Canal+ 1 y Canal+ 1 HD |
| S. D. Ponferradina         | 2 - 1 | S. D. Huesca                  | El Toralín           | 25 de noviembre | 17:00 | —                      |
| U. D. Almería              | 3 - 2 | Real Murcia C. F.             | Juegos Mediterráneos | 25 de noviembre | 17:00 | Marca TV               |
| Xerez C. D.                | 2 - 4 | A. D. Alcorcón                | Chapín               | 25 de noviembre | 17:00 | —                      |
| Real Madrid Castilla C. F. | 2 - 4 | C. D. Numancia de Soria       | Alfredo Di Stéfano   | 25 de noviembre | 19:00 | Marca TV               |

| Real Murcia C. F.             | 0 - 0 | Real Madrid Castilla C. F. | Nueva Condomina        | 30 de noviembre | 21:00 | Marca TV                     |
| Córdoba C. F.                 | 0 - 0 | Xerez C. D.                | Nuevo Arcángel         | 1 de diciembre  | 18:00 | Marca TV                     |
| Real Sporting de Gijón        | 1 - 1 | U. D. Las Palmas           | El Molinón             | 1 de diciembre  | 18:00 | Televisión Canaria y +Q tele |
| C. D. Lugo                    | 1 - 2 | F. C. Barcelona "B"        | Anxo Carro             | 1 de diciembre  | 18:00 | Esport3                      |
| R. C. Recreativo de Huelva    | 0 - 2 | S. D. Ponferradina         | Nuevo Colombino        | 2 de diciembre  | 12:00 | —                            |
| Real Racing Club de Santander | 3 - 4 | U. D. Almería              | El Sardinero           | 2 de diciembre  | 12:00 | Marca TV                     |
| S. D. Huesca                  | 1 - 1 | Hércules C. F.             | El Alcoraz             | 2 de diciembre  | 17:00 | —                            |
| C. D. Mirandés                | 0 - 0 | C. D. Guadalajara          | Anduva                 | 2 de diciembre  | 17:00 | —                            |
| C. D. Numancia de Soria       | 2 - 1 | C. E. Sabadell F. C.       | Los Pajaritos          | 2 de diciembre  | 17:00 | —                            |
| A. D. Alcorcón                | 4 - 1 | Girona F. C.               | Santo Domingo          | 2 de diciembre  | 17:00 | Esport3                      |
| Elche C. F.                   | 1 - 0 | Villarreal C. F.           | Manuel Martínez Valero | 2 de diciembre  | 20:30 | Canal+ 1 y Canal+ 1 HD       |

| U. D. Las Palmas           | 4 - 0 | S. D. Huesca                  | Gran Canaria         | 8 de diciembre | 18:00 | Televisión Canaria     |
| C. D. Guadalajara          | 5 - 1 | C. D. Numancia de Soria       | Pedro Escartín       | 8 de diciembre | 18:00 | —                      |
| U. D. Almería              | 0 - 1 | C. D. Lugo                    | Juegos Mediterráneos | 8 de diciembre | 18:00 | Marca TV               |
| F. C. Barcelona "B"        | 1 - 1 | Elche C. F.                   | Mini Estadi          | 8 de diciembre | 18:00 | Esport3                |
| C. E. Sabadell F. C.       | 2 - 2 | Real Murcia C. F.             | Nova Creu Alta       | 8 de diciembre | 20:00 | Esport3                |
| Córdoba C. F.              | 1 - 1 | Real Sporting de Gijón        | Nuevo Arcángel       | 9 de diciembre | 12:00 | Canal+ 1 y Canal+ 1 HD |
| Hércules C. F.             | 1 - 1 | R. C. Recreativo de Huelva    | José Rico Pérez      | 9 de diciembre | 12:00 | —                      |
| S. D. Ponferradina         | 3 - 1 | C. D. Mirandés                | El Toralín           | 9 de diciembre | 17:00 | —                      |
| Villarreal C. F.           | 4 - 0 | A. D. Alcorcón                | El Madrigal          | 9 de diciembre | 17:00 | Marca TV               |
| Xerez C. D.                | 0 - 2 | Girona F. C.                  | Chapín               | 9 de diciembre | 17:00 | —                      |
| Real Madrid Castilla C. F. | 4 - 0 | Real Racing Club de Santander | Alfredo Di Stéfano   | 9 de diciembre | 19:00 | Marca TV               |

| C. D. Lugo                    | 3 - 2 | Real Madrid Castilla C. F. | Anxo Carro             | 14 de diciembre | 21:00 | Marca TV               |
| S. D. Huesca                  | 1 - 3 | Córdoba C. F.              | El Alcoraz             | 15 de diciembre | 18:00 | Marca TV               |
| A. D. Alcorcón                | 1 - 1 | F. C. Barcelona "B"        | Santo Domingo          | 15 de diciembre | 18:00 | Esport3                |
| Real Murcia C. F.             | 0 - 1 | C. D. Guadalajara          | Nueva Condomina        | 15 de diciembre | 20:00 | Marca TV               |
| Girona F. C.                  | 2 - 0 | Villarreal C. F.           | Montilivi              | 15 de diciembre | 20:00 | Esport3                |
| Real Racing Club de Santander | 0 - 1 | C. E. Sabadell F. C.       | El Sardinero           | 16 de diciembre | 12:00 | —                      |
| Elche C. F.                   | 1 - 0 | U. D. Almería              | Manuel Martínez Valero | 16 de diciembre | 12:00 | Canal+ 1 y Canal+ 1 HD |
| Real Sporting de Gijón        | 3 - 0 | Xerez C. D.                | El Molinón             | 16 de diciembre | 17:00 | +Q tele                |
| R. C. Recreativo de Huelva    | 0 - 0 | U. D. Las Palmas           | Nuevo Colombino        | 16 de diciembre | 17:00 | Televisión Canaria     |
| C. D. Mirandés                | 3 - 2 | Hércules C. F.             | Anduva                 | 16 de diciembre | 17:00 | —                      |
| C. D. Numancia de Soria       | 0 - 1 | S. D. Ponferradina         | Los Pajaritos          | 16 de diciembre | 17:00 | —                      |

| Xerez C. D.                | 0 - 0 | Villarreal C. F.              | Chapín               | 20 de diciembre | 20:00 | Marca TV               |
| Real Madrid Castilla C. F. | 0 - 1 | Elche C. F.                   | Alfredo Di Stéfano   | 21 de diciembre | 20:00 | Marca TV               |
| U. D. Almería              | 0 - 1 | A. D. Alcorcón                | Juegos Mediterráneos | 21 de diciembre | 22:00 | Marca TV               |
| Córdoba C. F.              | 0 - 2 | R. C. Recreativo de Huelva    | Nuevo Arcángel       | 22 de diciembre | 16:00 | Marca TV               |
| F. C. Barcelona "B"        | 4 - 4 | Girona F. C.                  | Mini Estadi          | 22 de diciembre | 16:00 | Canal+ 1 y Canal+ 1 HD |
| Real Sporting de Gijón     | 1 - 0 | S. D. Huesca                  | El Molinón           | 22 de diciembre | 18:00 | +Q tele                |
| U. D. Las Palmas           | 2 - 0 | C. D. Mirandés                | Gran Canaria         | 22 de diciembre | 18:00 | Televisión Canaria     |
| Hércules C. F.             | 1 - 3 | C. D. Numancia de Soria       | José Rico Pérez      | 22 de diciembre | 18:00 | —                      |
| S. D. Ponferradina         | 1 - 0 | Real Murcia C. F.             | El Toralín           | 22 de diciembre | 18:00 | —                      |
| C. D. Guadalajara          | 1 - 1 | Real Racing Club de Santander | Pedro Escartín       | 22 de diciembre | 18:00 | —                      |
| C. E. Sabadell F. C.       | 0 - 1 | C. D. Lugo                    | Nova Creu Alta       | 22 de diciembre | 18:00 | Esport3                |

| R. C. Recreativo de Huelva    | 1 - 1 | Real Sporting de Gijón     | Nuevo Colombino        | 5 de enero | 18:00 | +Q tele                |
| Real Racing Club de Santander | 2 - 1 | S. D. Ponferradina         | El Sardinero           | 5 de enero | 18:00 | Marca TV               |
| Villarreal C. F.              | 1 - 3 | F. C. Barcelona "B"        | El Madrigal            | 5 de enero | 18:00 | Esport3                |
| A. D. Alcorcón                | 3 - 2 | Real Madrid Castilla C. F. | Santo Domingo          | 5 de enero | 20:00 | Marca TV               |
| Girona F. C.                  | 0 - 1 | U. D. Almería              | Montilivi              | 6 de enero | 12:00 | Canal+ 1 y Canal+ 1 HD |
| Real Murcia C. F.             | 2 - 1 | Hércules C. F.             | Nueva Condomina        | 6 de enero | 12:00 | Marca TV               |
| Xerez C. D.                   | 1 - 1 | S. D. Huesca               | Chapín                 | 6 de enero | 17:00 | —                      |
| C. D. Mirandés                | 0 - 0 | Córdoba C. F.              | Anduva                 | 6 de enero | 17:00 | —                      |
| C. D. Numancia de Soria       | 3 - 0 | U. D. Las Palmas           | Los Pajaritos          | 6 de enero | 17:00 | Televisión Canaria     |
| C. D. Lugo                    | 0 - 0 | C. D. Guadalajara          | Anxo Carro             | 6 de enero | 17:00 | —                      |
| Elche C. F.                   | 3 - 2 | C. E. Sabadell F. C.       | Manuel Martínez Valero | 6 de enero | 17:00 | —                      |

| C. D. Guadalajara          | 0 - 0 | Elche C. F.                   | Pedro Escartín       | 12 de enero | 18:00 | Marca TV               |
| F. C. Barcelona "B"        | 4 - 2 | Xerez C. D.                   | Mini Estadi          | 12 de enero | 18:00 | Esport3                |
| U. D. Almería              | 1 - 1 | Villarreal C. F.              | Juegos Mediterráneos | 12 de enero | 20:00 | Canal+ 1 y Canal+ 1 HD |
| Real Sporting de Gijón     | 1 - 1 | C. D. Mirandés                | El Molinón           | 13 de enero | 12:00 | +Q tele                |
| Real Madrid Castilla C. F. | 0 - 0 | Girona F. C.                  | Alfredo Di Stéfano   | 13 de enero | 12:00 | Marca TV               |
| Hércules C. F.             | 2 - 0 | Real Racing Club de Santander | José Rico Pérez      | 13 de enero | 12:00 | —                      |
| S. D. Huesca               | 3 - 1 | R. C. Recreativo de Huelva    | El Alcoraz           | 13 de enero | 17:00 | —                      |
| S. D. Ponferradina         | 0 - 1 | C. D. Lugo                    | El Toralín           | 13 de enero | 17:00 | —                      |
| C. E. Sabadell F. C.       | 2 - 0 | A. D. Alcorcón                | Nova Creu Alta       | 13 de enero | 17:00 | Esport3                |
| Córdoba C. F.              | 1 - 0 | C. D. Numancia de Soria       | Nuevo Arcángel       | 13 de enero | 19:00 | Marca TV               |
| U. D. Las Palmas           | 3 - 2 | Real Murcia C. F.             | Gran Canaria         | 13 de enero | 19:00 | Televisión Canaria     |

### Segunda vuelta
| C. E. Sabadell F. C.       | 4 - 1 | Girona F. C.                  | Nova Creu Alta       | 19 de enero | 18:00 | Esport3                |
| C. D. Guadalajara          | 3 - 0 | A. D. Alcorcón                | Pedro Escartín       | 19 de enero | 18:00 | —                      |
| U. D. Las Palmas           | 1 - 0 | Real Racing Club de Santander | Gran Canaria         | 19 de enero | 18:00 | Televisión Canaria     |
| Real Madrid Castilla C. F. | 5 - 0 | Villarreal C. F.              | Alfredo Di Stéfano   | 19 de enero | 20:00 | Marca TV               |
| Hércules C. F.             | 3 - 0 | C. D. Lugo                    | José Rico Pérez      | 20 de enero | 12:00 | —                      |
| Córdoba C. F.              | 5 - 0 | Real Murcia C. F.             | Nuevo Arcángel       | 20 de enero | 12:00 | —                      |
| Real Sporting de Gijón     | 1 - 1 | C. D. Numancia de Soria       | El Molinón           | 20 de enero | 12:00 | Canal+ 1 y Canal+ 1 HD |
| R. C. Recreativo de Huelva | 2 - 0 | Xerez C. D.                   | Nuevo Colombino      | 20 de enero | 12:00 | —                      |
| U. D. Almería              | 2 - 2 | F. C. Barcelona "B"           | Juegos Mediterráneos | 20 de enero | 17:00 | Marca TV               |
| S. D. Huesca               | 0 - 1 | C. D. Mirandés                | El Alcoraz           | 20 de enero | 17:00 | —                      |
| S. D. Ponferradina         | 1 - 1 | Elche C. F.                   | El Toralín           | 20 de enero | 19:00 | Marca TV               |

| Villarreal C. F.              | 3 - 0 | C. E. Sabadell F. C.       | El Madrigal            | 25 de enero | 21:00 | Esport3                |
| Girona F. C.                  | 2 - 0 | C. D. Guadalajara          | Montilivi              | 26 de enero | 16:00 | Esport3                |
| C. D. Lugo                    | 3 - 1 | U. D. Las Palmas           | Anxo Carro             | 26 de enero | 18:00 | Televisión Canaria     |
| Real Racing Club de Santander | 1 - 3 | Córdoba C. F.              | El Sardinero           | 26 de enero | 18:00 | Marca TV               |
| Real Murcia C. F.             | 1 - 1 | Real Sporting de Gijón     | Nueva Condomina        | 26 de enero | 18:00 | —                      |
| Elche C. F.                   | 2 - 0 | Hércules C. F.             | Manuel Martínez Valero | 26 de enero | 20:00 | Marca TV               |
| Xerez C. D.                   | 0 - 2 | U. D. Almería              | Chapín                 | 27 de enero | 17:00 | Marca TV               |
| F. C. Barcelona "B"           | 3 - 1 | Real Madrid Castilla C. F. | Mini Estadi            | 27 de enero | 17:00 | Canal+ 1 y Canal+ 1 HD |
| A. D. Alcorcón                | 1 - 0 | S. D. Ponferradina         | Santo Domingo          | 27 de enero | 17:00 | —                      |
| C. D. Numancia de Soria       | 1 - 2 | S. D. Huesca               | Los Pajaritos          | 27 de enero | 17:00 | —                      |
| C. D. Mirandés                | 2 - 1 | R. C. Recreativo de Huelva | Anduva                 | 27 de enero | 17:00 | —                      |

| U. D. Las Palmas           | 0 - 0 | Elche C. F.             | Gran Canaria       | 2 de febrero | 18:00 | Televisión Canaria     |
| Real Sporting de Gijón     | 1 - 2 | Racing de Santander     | El Molinón         | 2 de febrero | 18:00 | Telecable              |
| C. D. Guadalajara          | 0 - 0 | Villarreal C. F.        | Pedro Escartín     | 2 de febrero | 18:00 | —                      |
| C. E. Sabadell             | 3 - 2 | F. C. Barcelona "B"     | Nova Creu Alta     | 2 de febrero | 18:00 | Esport3                |
| Hércules C. F.             | 3 - 0 | A. D. Alcorcón          | Rico Pérez         | 2 de febrero | 20:00 | Marca TV               |
| S. D. Ponferradina         | 2 - 0 | Girona F. C.            | El Toralín         | 3 de febrero | 12:00 | Canal+ 1 y Canal+ 1 HD |
| R. C. Recreativo de Huelva | 2 - 0 | C. D. Numancia de Soria | Nuevo Colombino    | 3 de febrero | 12:00 | —                      |
| Córdoba C. F.              | 1 - 0 | C. D. Lugo              | Nuevo Arcángel     | 3 de febrero | 17:00 | Marca TV               |
| C. D. Mirandés             | 1 - 0 | Xerez C. D.             | Anduva             | 3 de febrero | 17:00 | —                      |
| S. D. Huesca               | 2 - 0 | Real Murcia C. F.       | El Alcoraz         | 3 de febrero | 17:00 | —                      |
| Real Madrid Castilla C. F. | 2 - 1 | U. D. Almería           | Alfredo Di Stéfano | 4 de febrero | 21:00 | Marca TV               |

| U. D. Almería                 | 5 - 1 | C. E. Sabadell             | Juegos Mediterráneos   | 8 de febrero  | 21:00 | Marca TV               |
| F. C. Barcelona "B"           | 0 - 1 | C. D. Guadalajara          | Mini Estadi            | 9 de febrero  | 16:00 | Esport3                |
| Real Murcia C. F.             | 1 - 2 | R. C. Recreativo de Huelva | Nueva Condomina        | 9 de febrero  | 18:00 | —                      |
| Villarreal C. F.              | 3 - 0 | S. D. Ponferradina         | El Madrigal            | 9 de febrero  | 18:00 | —                      |
| Xerez C. D.                   | 0 - 1 | Real Madrid Castilla C. F. | Chapín                 | 9 de febrero  | 18:00 | Marca TV               |
| Girona F. C.                  | 1 - 1 | Hércules C. F.             | Montilivi              | 9 de febrero  | 18:00 | Esport3                |
| Real Racing Club de Santander | 1 - 0 | S. D. Huesca               | El Sardinero           | 9 de febrero  | 18:00 | —                      |
| C. D. Lugo                    | 1 - 2 | Real Sporting de Gijón     | Anxo Carro             | 9 de febrero  | 18:00 | —                      |
| Elche C. F.                   | 0 - 0 | Córdoba C. F.              | Manuel Martínez Valero | 9 de febrero  | 20:00 | Marca TV               |
| C. D. Numancia                | 0 - 0 | C. D. Mirandés             | Los Pajaritos          | 10 de febrero | 17:00 | —                      |
| A. D. Alcorcón                | 3 - 1 | U. D. Las Palmas           | Santo Domingo          | 10 de febrero | 20:30 | Canal+ 1 y Canal+ 1 HD |

| S. D. Ponferradina         | 3 - 2 | F. C. Barcelona "B"           | El Toralín                  | 16 de febrero | 18:00 | Esport3                |
| C. D. Guadalajara          | 2 - 2 | U. D. Almería                 | Pedro Escartín              | 16 de febrero | 18:00 | Marca TV               |
| C. E. Sabadell             | 3 - 1 | Real Madrid Castilla C. F.    | Nova Creu Alta              | 16 de febrero | 20:00 | Esport3                |
| Real Sporting de Gijón     | 0 - 2 | Elche C. F.                   | El Molinón                  | 17 de febrero | 12:00 | Canal+ 1 y Canal+ 1 HD |
| R. C. Recreativo de Huelva | 1 - 0 | Real Racing Club de Santander | Nuevo Colombino             | 17 de febrero | 12:00 | —                      |
| S. D. Huesca               | 3 - 0 | C. D. Lugo                    | El Alcoraz                  | 17 de febrero | 17:00 | —                      |
| C. D. Numancia             | 3 - 0 | Xerez C. D.                   | Nuevo Estadio Los Pajaritos | 17 de febrero | 17:00 | —                      |
| U. D. Las Palmas           | 5 - 2 | Girona F. C.                  | Gran Canaria                | 17 de febrero | 17:00 | Esport3                |
| Córdoba C. F.              | 1 - 1 | A. D. Alcorcón                | Nuevo Arcángel              | 17 de febrero | 17:00 | Marca TV               |
| C. D. Mirandés             | 0 - 1 | Real Murcia C. F.             | Anduva                      | 17 de febrero | 17:00 | —                      |
| Hércules C. F.             | 1 - 1 | Villarreal C. F.              | José Rico Pérez             | 17 de febrero | 21:00 | Marca TV               |

| A. D. Alcorcón                | 0 - 1 | Real Sporting de Gijón     | Santo Domingo          | 23 de febrero | 18:00 | Telecable              |
| C. D. Lugo                    | 2 - 0 | R. C. Recreativo de Huelva | Anxo Carro             | 23 de febrero | 18:00 | TVG                    |
| Real Murcia C. F.             | 0 - 0 | C. D. Numancia             | Nueva Condomina        | 23 de febrero | 18:00 | —                      |
| F. C. Barcelona "B"           | 1 - 0 | Hércules C. F.             | Mini Estadi            | 23 de febrero | 20:00 | Esport3                |
| Real Racing Club de Santander | 2 - 0 | C. D. Mirandés             | El Sardinero           | 23 de febrero | 21:00 | Teledeporte            |
| Real Madrid Castilla C. F.    | 2 - 1 | C. D. Guadalajara          | Alfredo Di Stéfano     | 24 de febrero | 12:00 | Marca TV               |
| U. D. Almería                 | 4 - 1 | S. D. Ponferradina         | Juegos Mediterráneos   | 24 de febrero | 17:00 | Marca TV               |
| Girona F. C.                  | 2 - 0 | Córdoba C. F.              | Montilivi              | 24 de febrero | 17:00 | Esport3                |
| Elche C. F.                   | 3 - 1 | S. D. Huesca               | Manuel Martínez Valero | 24 de febrero | 19:00 | Marca TV               |
| Villarreal C. F.              | 1 - 1 | U. D. Las Palmas           | El Madrigal            | 24 de febrero | 20:00 | Canal+ 1 y Canal+ 1 HD |
| Xerez C. D.                   | 0 - 1 | C. E. Sabadell             | Chapín                 | 24 de febrero | 21:00 | Teledeporte            |

| U. D. Las Palmas           | 3 - 3 | Barcelona "B"                 | Gran Canaria    | 2 de marzo | 20:00 | Esport3                |
| R. C. Recreativo de Huelva | 1 - 2 | Elche C. F.                   | Nuevo Colombino | 2 de marzo | 21:00 | Teledeporte            |
| S. D. Huesca               | 0 - 1 | A. D. Alcorcón                | El Alcoraz      | 3 de marzo | 12:00 | Marca TV               |
| Hércules C. F.             | 0 - 2 | U. D. Almería                 | José Rico Pérez | 3 de marzo | 16:00 | Marca TV               |
| Real Murcia C. F.          | 3 - 1 | Xerez C. D.                   | Nueva Condomina | 3 de marzo | 17:00 | —                      |
| C. D. Mirandés             | 1 - 0 | C. D. Lugo                    | Anduva          | 3 de marzo | 17:00 | —                      |
| C. D. Guadalajara          | 1 - 1 | C. E. Sabadell                | Pedro Escartín  | 3 de marzo | 17:00 | Esport3                |
| C. D. Numancia de Soria    | 2 - 0 | Real Racing Club de Santander | Los Pajaritos   | 3 de marzo | 17:00 | —                      |
| S. D. Ponferradina         | 2 - 0 | Real Madrid Castilla C. F.    | El Toralín      | 3 de marzo | 18:00 | Marca TV               |
| Real Sporting de Gijón     | 4 - 0 | Girona F. C.                  | El Molinón      | 3 de marzo | 20:00 | Canal+ 1 y Canal+ 1 HD |
| Córdoba C. F.              | 0 - 2 | Villarreal C. F.              | Nuevo Arcángel  | 3 de marzo | 21:00 | Teledeporte            |

| C. D. Lugo                    | 0 - 0 | C. D. Numancia de Soria    | Anxo Carro             | 9 de marzo  | 18:00 | TVG                    |
| F. C. Barcelona "B"           | 4 - 3 | Córdoba C. F.              | Mini Estadi            | 9 de marzo  | 18:00 | Esport3                |
| Elche C. F.                   | 0 - 1 | C. D. Mirandés             | Manuel Martínez Valero | 9 de marzo  | 18:00 | Marca TV               |
| Xerez C. D.                   | 0 - 1 | C. D. Guadalajara          | Chapín                 | 9 de marzo  | 20:00 | Teledeporte            |
| C. E. Sabadell                | 0 - 3 | S. D. Ponferradina         | Nova Creu Alta         | 9 de marzo  | 20:00 | Esport3                |
| U. D. Almería                 | 2 - 3 | U. D. Las Palmas           | Juegos Mediterráneos   | 9 de marzo  | 20:00 | Televisión Canaria     |
| Villarreal C. F.              | 2 - 1 | Real Sporting de Gijón     | El Madrigal            | 10 de marzo | 12:00 | Canal+ 1 y Canal+ 1 HD |
| Real Racing Club de Santander | 2 - 1 | Real Murcia C. F.          | El Sardinero           | 10 de marzo | 17:00 | Marca TV               |
| Girona F. C.                  | 2 - 1 | S. D. Huesca               | Montilivi              | 10 de marzo | 17:00 | Esport3                |
| A. D. Alcorcón                | 2 - 1 | R. C. Recreativo de Huelva | Santo Domingo          | 10 de marzo | 20:00 | Teledeporte            |
| Real Madrid Castilla C. F.    | 1 - 1 | Hércules C. F.             | Alfredo Di Stéfano     | 11 de marzo | 21:00 | Marca TV               |

| R. C. Recreativo de Huelva    | 1 - 3 | Girona F. C.               | Nuevo Colombino | 16 de marzo | 18:00 | Marca TV               |
| Real Sporting de Gijón        | 5 - 2 | F. C. Barcelona "B"        | El Molinón      | 16 de marzo | 18:00 | Esport3                |
| U. D. Las Palmas              | 2 - 0 | Real Madrid Castilla C. F. | Gran Canaria    | 16 de marzo | 18:00 | Televisión Canaria     |
| S. D. Huesca                  | 0 - 1 | Villarreal C. F.           | El Alcoraz      | 16 de marzo | 20:00 | Teledeporte            |
| Real Racing Club de Santander | 1 - 1 | Xerez C. D.                | El Sardinero    | 17 de marzo | 12:00 | Marca TV               |
| Real Murcia C. F.             | 0 - 1 | C. D. Lugo                 | Nueva Condomina | 17 de marzo | 12:00 | TVG2                   |
| Córdoba C. F.                 | 4 - 1 | U. D. Almería              | Nuevo Arcángel  | 17 de marzo | 12:00 | Canal+ 1 y Canal+ 1 HD |
| Hércules C. F.                | 3 - 1 | C. E. Sabadell             | Rico Pérez      | 17 de marzo | 17:00 | Esport3                |
| S. D. Ponferradina            | 2 - 2 | C. D. Guadalajara          | El Toralín      | 17 de marzo | 17:00 | —                      |
| C. D. Numancia de Soria       | 3 - 1 | Elche C. F.                | Los Pajaritos   | 17 de marzo | 19:00 | Marca TV               |
| C. D. Mirandés                | 0 - 2 | A. D. Alcorcón             | Anduva          | 17 de marzo | 20:00 | Teledeporte            |

| F. C. Barcelona "B"        | 0 - 1 | S. D. Huesca                  | Mini Estadi            | 23 de marzo | 18:00 | Esport3                |
| C. D. Lugo                 | 3 - 2 | Real Racing Club de Santander | Anxo Carro             | 23 de marzo | 18:00 | TVG2                   |
| Girona F. C.               | 4 - 0 | C. D. Mirandés                | Montilivi              | 23 de marzo | 20:00 | Esport3                |
| Xerez C. D.                | 1 - 2 | S. D. Ponferradina            | Chapín                 | 23 de marzo | 21:00 | Teledeporte            |
| Real Madrid Castilla C. F. | 4 - 0 | Córdoba C. F.                 | Alfredo Di Stéfano     | 24 de marzo | 12:00 | Marca TV               |
| U. D. Almería              | 0 - 1 | Real Sporting de Gijón        | Juegos Mediterráneos   | 24 de marzo | 17:00 | —                      |
| C. D. Guadalajara          | 0 - 2 | Hércules C. F.                | Pedro Escartín         | 24 de marzo | 17:00 | Marca TV               |
| C. E. Sabadell             | 0 - 4 | U. D. Las Palmas              | Nova Creu Alta         | 24 de marzo | 19:00 | Esport3 y TVC          |
| Villarreal C. F.           | 1 - 1 | R. C. Recreativo de Huelva    | El Madrigal            | 24 de marzo | 19:00 | Marca TV               |
| Elche C. F.                | 1 - 0 | Real Murcia C. F.             | Manuel Martínez Valero | 24 de marzo | 20:00 | Canal+ 1 y Canal+ 1 HD |
| A. D. Alcorcón             | 1 - 1 | C. D. Numancia                | Santo Domingo          | 24 de marzo | 21:00 | Teledeporte            |

| U. D. Las Palmas              | 0 - 1 | C. D. Guadalajara          | Gran Canaria    | 30 de marzo | 18:00 | Televisión Canaria     |
| Real Sporting de Gijón        | 1 - 0 | Real Madrid Castilla F. C. | El Molinón      | 30 de marzo | 18:00 | —                      |
| C. D. Lugo                    | 4 - 0 | Xerez C. D.                | Anxo Carro      | 30 de marzo | 18:00 | TVG                    |
| Córdoba C. F.                 | 3 - 0 | C. E. Sabadell             | Nuevo Arcángel  | 30 de marzo | 21:00 | Teledeporte            |
| Real Racing Club de Santander | 0 - 0 | Elche C. F.                | El Sardinero    | 31 de marzo | 12:00 | Canal+ 1 y Canal+ 1 HD |
| S. D. Huesca                  | 1 - 2 | U. D. Almería              | El Alcoraz      | 31 de marzo | 12:00 | Marca TV               |
| Hércules C. F.                | 1 - 1 | S. D. Ponferradina         | Rico Pérez      | 31 de marzo | 12:00 | —                      |
| C. D. Mirandés                | 1 - 5 | Villarreal C. F.           | Anduva          | 31 de marzo | 17:00 | Marca TV               |
| R. C. Recreativo de Huelva    | 2 - 0 | F. C. Barcelona "B"        | Nuevo Colombino | 31 de marzo | 17:00 | Esport3                |
| Real Murcia C. F.             | 1 - 1 | A. D. Alcorcón             | Nueva Condomina | 31 de marzo | 19:00 | Marca TV               |
| C. D. Numancia de Soria       | 2 - 1 | Girona F. C.               | Los Pajaritos   | 31 de marzo | 21:00 | Teledeporte            |

| S. D. Ponferradina         | 0 - 1 | U. D. Las Palmas              | Toralín              | 6 de abril | 18:00 | Televisión Canaria     |
| F. C. Barcelona "B"        | 1 - 1 | C. D. Mirandés                | Mini Estadi          | 6 de abril | 18:00 | Esport3                |
| Elche C. F.                | 0 - 0 | C. D. Lugo                    | Martínez Valero      | 6 de abril | 20:00 | Marca TV               |
| A. D. Alcorcón             | 0 - 1 | Real Racing Club de Santander | Santo Domingo        | 6 de abril | 21:00 | Teledeporte            |
| Xerez Club Deportivo       | 0 - 0 | Hércules C. F.                | Chapín               | 7 de abril | 17:00 | —                      |
| C. D. Guadalajara          | 3 - 1 | Córdoba C. F.                 | Pedro Escartín       | 7 de abril | 17:00 | —                      |
| Villarreal C. F.           | 6 - 1 | C. D. Numancia de Soria       | El Madrigal          | 7 de abril | 17:00 | Marca TV               |
| Girona F. C.               | 5 - 2 | Real Murcia C. F.             | Montilivi            | 7 de abril | 17:00 | Esport3                |
| U. D. Almería              | 2 - 1 | R. C. Recreativo de Huelva    | Juegos Mediterráneos | 7 de abril | 19:00 | Marca TV               |
| C. E. Sabadell             | 4 - 3 | Real Sporting de Gijón        | Nova Creu Alta       | 7 de abril | 20:00 | Canal+ 1 y Canal+ 1 HD |
| Real Madrid Castilla C. F. | 5 - 1 | S. D. Huesca                  | Alfredo Di Stéfano   | 7 de abril | 21:00 | Teledeporte            |

| U. D. Las Palmas              | 0 - 0 | Hércules C. F.             | Gran Canaria           | 13 de abril | 18:00 | Televisión Canaria     |
| Real Sporting de Gijón        | 3 - 0 | C. D. Guadalajara          | El Molinón             | 13 de abril | 18:00 | Telecable              |
| C. D. Mirandés                | 1 - 0 | Unión Deportiva Almería    | Anduva                 | 13 de abril | 18:00 | Marca TV               |
| Real Racing Club de Santander | 0 - 1 | Girona F. C.               | El Sardinero           | 13 de abril | 18:00 | Esport3                |
| C. D. Lugo                    | 0 - 1 | A. D. Alcorcón             | Anxo Carro             | 13 de abril | 18:00 | TVG2                   |
| R. C. Recreativo de Huelva    | 1 - 3 | Real Madrid Castilla C. F. | Nuevo Colombino        | 13 de abril | 20:00 | Marca TV               |
| C. D. Numancia de Soria       | 0 - 1 | F. C. Barcelona "B"        | Los Pajaritos          | 13 de abril | 21:00 | Teledeporte            |
| Córdoba C. F.                 | 0 - 1 | S. D. Ponferradina         | Nuevo Arcángel         | 14 de abril | 12:00 | Marca TV               |
| Real Murcia C. F.             | 1 - 1 | Villarreal C. F.           | Nueva Condomina        | 14 de abril | 12:00 | Canal+ 1 y Canal+ 1 HD |
| Elche C. F.                   | 2 - 1 | Xerez C. D.                | Manuel Martínez Valero | 14 de abril | 17:00 | Marca TV               |
| S. D. Huesca                  | 4 - 3 | C. E. Sabadell             | El Alcoraz             | 14 de abril | 21:00 | Teledeporte            |

| C. E. Sabadell             | 1 - 1 | R. C. Recreativo de Huelva    | Nova Creu Alta       | 19 de abril | 21:00 | Marca TV               |
| Girona F. C.               | 4 - 0 | C. D. Lugo                    | Montilivi            | 20 de abril | 17:00 | Esport3                |
| Xerez C. D.                | 1 - 2 | U. D. Las Palmas              | Chapín               | 20 de abril | 18:00 | Televisión Canaria     |
| S. D. Ponferradina         | 1 - 0 | Real Sporting de Gijón        | El Toralín           | 20 de abril | 18:00 | TBA                    |
| C. D. Guadalajara          | 1 - 0 | S. D. Huesca                  | Pedro Escartín       | 20 de abril | 21:00 | Teledeporte            |
| A. D. Alcorcón             | 1 - 0 | Elche C. F.                   | Santo Domingo        | 21 de abril | 12:00 | Canal+ 1 y Canal+ 1 HD |
| U. D. Almería              | 1 - 1 | C. D. Numancia                | Juegos Mediterráneos | 21 de abril | 17:00 | Marca TV               |
| F. C. Barcelona "B"        | 1 - 1 | Real Murcia C. F.             | Mini Estadi          | 21 de abril | 17:00 | Esport3                |
| Hércules C. F.             | 1 - 0 | Córdoba C. F.                 | Rico Pérez           | 21 de abril | 17:00 | TBA                    |
| Villarreal C. F.           | 1 - 0 | Real Racing Club de Santander | El Madrigal          | 21 de abril | 19:00 | Marca TV               |
| Real Madrid Castilla C. F. | 6 - 1 | C. D. Mirandés                | Alfredo Di Stéfano   | 21 de abril | 21:00 | Teledeporte            |

| C. D. Mirandés                | 2 - 0 | C. E. Sabadell             | Anduva                 | 26 de abril | 21:00 | Marca TV           |
| Real Racing Club de Santander | 1 - 2 | F. C. Barcelona "B"        | El Sardinero           | 26 de abril | 21:00 | Esport3            |
| C. D. Lugo                    | 0 - 0 | Villarreal C. F.           | Anxo Carro             | 27 de abril | 17:00 | TVG                |
| A. D. Alcorcón                | 2 - 1 | Xerez C. D.                | Santo Domingo          | 27 de abril | 18:00 | Marca TV           |
| Real Sporting de Gijón        | 0 - 1 | Hércules Club de Fútbol    | El Molinón             | 27 de abril | 18:00 | Telecable          |
| Córdoba C. F.                 | 5 - 1 | U. D. Las Palmas           | Nuevo Arcángel         | 27 de abril | 18:00 | Televisión Canaria |
| S. D. Huesca                  | 1 - 1 | S. D. Ponferradina         | El Alcoraz             | 27 de abril | 21:00 | Teledeporte        |
| Elche C. F.                   | 0 - 0 | Girona F. C.               | Manuel Martínez Valero | 28 de abril | 12:00 | Canal+ 1           |
| Real Murcia C. F.             | 1 - 0 | U. D. Almería              | Nueva Condomina        | 28 de abril | 17:00 | Marca TV           |
| R. C. Recreativo de Huelva    | 1 - 0 | C. D. Guadalajara          | Nuevo Colombino        | 28 de abril | 19:00 | Marca TV           |
| C. D. Numancia de Soria       | 3 - 3 | Real Madrid Castilla C. F. | Los Pajaritos          | 28 de abril | 21:00 | Teledeporte        |

| Xerez C. D.                | 1 - 3 | Córdoba C. F.                  | Chapín               | 3 de mayo | 21:00 | Marca TV                       |
| F. C. Barcelona "B"        | 2 - 2 | C. D. Lugo                     | Mini Estadi          | 4 de mayo | 18:00 | Esport3 y TVG                  |
| U. D. Las Palmas           | 4 - 2 | Real Sporting de Gijón         | Gran Canaria         | 4 de mayo | 18:00 | Televisión Canaria y Telecable |
| S. D. Ponferradina         | 1 - 0 | Real Club Recreativo de Huelva | El Toralín           | 4 de mayo | 20:00 | Marca TV                       |
| Girona F. C.               | 3 - 2 | A. D. Alcorcón                 | Montilivi            | 4 de mayo | 20:00 | Esport3                        |
| C. D. Guadalajara          | 1 - 1 | C. D. Mirandés                 | Pedro Escartín       | 4 de mayo | 21:00 | Teledeporte                    |
| Villarreal C. F.           | 2 - 3 | Elche C. F.                    | El Madrigal          | 5 de mayo | 12:00 | Canal+ 1                       |
| Hércules C. F.             | 2 - 1 | S. D. Huesca                   | José Rico Pérez      | 5 de mayo | 12:00 | TBA                            |
| Real Madrid Castilla C. F. | 2 - 0 | Real Murcia C. F.              | Alfredo Di Stéfano   | 5 de mayo | 17:00 | Marca TV                       |
| U. D. Almería              | 2 - 1 | Real Racing Club de Santander  | Juegos Mediterráneos | 5 de mayo | 19:00 | Marca TV                       |
| C. E. Sabadell             | 2 - 1 | C. D. Numancia de Soria        | Nova Creu Alta       | 5 de mayo | 21:00 | Teledeporte                    |

| Elche C. F.                   | 1 - 1 | F. C. Barcelona "B"        | Manuel Martínez Valero | 10 de mayo | 21:00 | Marca TV           |
| Girona F. C.                  | 2 - 4 | Xerez C. D.                | Montilivi              | 11 de mayo | 18:00 | Esport3            |
| Real Sporting de Gijón        | 3 - 0 | Córdoba C. F.              | El Molinón             | 11 de mayo | 18:00 | Telecable          |
| C. D. Lugo                    | 3 - 5 | U. D. Almería              | Anxo Carro             | 11 de mayo | 18:00 | TVG                |
| C. D. Numancia de Soria       | 2 - 2 | C. D. Guadalajara          | Los Pajaritos          | 11 de mayo | 18:00 | Marca TV           |
| S. D. Huesca                  | 0 - 0 | U. D. Las Palmas           | El Alcoraz             | 11 de mayo | 20:00 | Televisión Canaria |
| Real Murcia C. F.             | 1 - 1 | C. E. Sabadell             | Nueva Condomina        | 11 de mayo | 20:00 | TBA                |
| C. D. Mirandés                | 0 - 0 | S. D. Ponferradina         | Anduva                 | 11 de mayo | 21:00 | Teledeporte        |
| A. D. Alcorcón                | 1 - 3 | Villarreal C. F.           | Santo Domingo          | 12 de mayo | 12:00 | Canal+ 1           |
| Real Racing Club de Santander | 1 - 0 | Real Madrid Castilla C. F. | El Sardinero           | 12 de mayo | 17:00 | Marca TV           |
| R. C. Recreativo de Huelva    | 0 - 2 | Hércules C. F.             | Nuevo Colombino        | 13 de mayo | 21:00 | Teledeporte        |

| F. C. Barcelona "B"        | 1 - 1 | A. D. Alcorcón                | Mini Estadi          | 18 de mayo | 18:00 | Esport3            |
| Real Madrid Castilla C. F. | 3 - 1 | C. D. Lugo                    | Alfredo Di Stéfano   | 18 de mayo | 18:00 | Marca TV           |
| U. D. Las Palmas           | 0 - 0 | R. C. Recreativo de Huelva    | Gran Canaria         | 18 de mayo | 18:00 | Televisión Canaria |
| Xerez C. D.                | 0 - 2 | Real Sporting de Gijón        | Chapín               | 18 de mayo | 18:00 | +Q tele            |
| S. D. Ponferradina         | 1 - 1 | C. D. Numancia de Soria       | El Toralín           | 18 de mayo | 20:00 | Marca TV           |
| Villarreal C. F.           | 4 - 1 | Girona F. C.                  | El Madrigal          | 18 de mayo | 20:00 | Esport3            |
| Córdoba C. F.              | 2 - 2 | S. D. Huesca                  | Nuevo Arcángel       | 18 de mayo | 22:00 | Marca TV           |
| U. D. Almería              | 2 - 1 | Elche C. F.                   | Juegos Mediterráneos | 19 de mayo | 12:00 | Canal+ 1           |
| Hércules C. F.             | 1 - 0 | C. D. Mirandés                | José Rico Pérez      | 19 de mayo | 17:00 | Marca TV           |
| C. E. Sabadell             | 0 - 2 | Real Racing Club de Santander | Nova Creu Alta       | 19 de mayo | 21:00 | Teledeporte        |
| C. D. Guadalajara          | 2 - 1 | Real Murcia C. F.             | Pedro Escartín       | 20 de mayo | 21:00 | Teledeporte        |

| S. D. Huesca                  | 2 - 1 | Real Sporting de Gijón     | El Alcoraz             | 25 de mayo | 16:00 | +Q tele            |
| C. D. Mirandés                | 1 - 0 | U. D. Las Palmas           | Anduva                 | 25 de mayo | 16:00 | Televisión Canaria |
| A. D. Alcorcón                | 0 - 3 | U. D. Almería              | Santo Domingo          | 25 de mayo | 16:00 | Marca TV           |
| R. C. Recreativo de Huelva    | 2 - 1 | Córdoba C. F.              | Nuevo Colombino        | 26 de mayo | 12:00 | TBA                |
| Girona F. C.                  | 1 - 0 | F. C. Barcelona "B"        | Montilivi              | 26 de mayo | 12:00 | Canal+ 1           |
| Real Murcia C. F.             | 0 - 2 | S. D. Ponferradina         | Nueva Condomina        | 26 de mayo | 17:00 | TBA                |
| Elche C. F.                   | 1 - 1 | Real Madrid Castilla C. F. | Manuel Martínez Valero | 26 de mayo | 17:00 | Marca TV           |
| C. D. Lugo                    | 2 - 0 | C. E. Sabadell             | Anxo Carro             | 26 de mayo | 18:00 | Esport3 y TVG      |
| Real Racing Club de Santander | 0 - 0 | C. D. Guadalajara          | El Sardinero           | 26 de mayo | 19:00 | Marca TV           |
| C. D. Numancia de Soria       | 3 - 2 | Hércules C. F.             | Los Pajaritos          | 26 de mayo | 21:00 | Teledeporte        |
| Villarreal C. F.              | 3 - 2 | Xerez C. D.                | El Madrigal            | 27 de mayo | 21:00 | Teledeporte        |

| C. E. Sabadell             | 0 - 0 | Elche C. F.                   | Nova Creu Alta       | 1 de junio | 21:00 | Teledeporte        |
| S. D. Huesca               | 3 - 1 | Xerez C. D.                   | El Alcoraz           | 2 de junio | 18:00 | TBA                |
| U. D. Almería              | 2 - 1 | Girona F. C.                  | Juegos Mediterráneos | 2 de junio | 18:00 | Canal+ 1           |
| Real Madrid Castilla C. F. | 4 - 0 | A. D. Alcorcón                | Alfredo Di Stéfano   | 2 de junio | 18:00 | Marca TV           |
| C. D. Guadalajara          | 0 - 1 | C. D. Lugo                    | Pedro Escartín       | 2 de junio | 18:00 | Teledeporte        |
| S. D. Ponferradina         | 2 - 2 | Real Racing Club de Santander | El Toralín           | 2 de junio | 18:00 | Marca TV           |
| Hércules C. F.             | 0 - 2 | Real Murcia C. F.             | José Rico Pérez      | 2 de junio | 18:00 | Marca TV           |
| U. D. Las Palmas           | 2 - 1 | C. D. Numancia de Soria       | Gran Canaria         | 2 de junio | 18:00 | Televisión Canaria |
| Córdoba C. F.              | 1 - 2 | C. D. Mirandés                | Nuevo Arcángel       | 2 de junio | 18:00 | TBA                |
| Real Sporting de Gijón     | 0 - 0 | R. C. Recreativo de Huelva    | El Molinón           | 2 de junio | 18:00 | +Q tele            |
| F. C. Barcelona "B"        | 0 - 3 | Villarreal C. F.              | Mini Estadi          | 2 de junio | 18:00 | Esport3            |

| A. D. Alcorcón                | 4 - 0 | C. E. Sabadell             | Santo Domingo          | 8 de junio | 19:00 | Teledeporte        |
| Real Racing Club de Santander | 3 - 0 | Hércules C. F.             | El Sardinero           | 8 de junio | 19:00 | Marca TV           |
| Girona F. C.                  | 1 - 1 | Real Madrid Castilla C. F. | Montilivi              | 8 de junio | 19:00 | Esport3            |
| R. C. Recreativo de Huelva    | 0 - 0 | S. D. Huesca               | Nuevo Colombino        | 8 de junio | 19:00 | Marca TV           |
| C. D. Lugo                    | 2 - 2 | S. D. Ponferradina         | Anxo Carro             | 8 de junio | 19:00 | TVG                |
| Villarreal C. F.              | 1 - 0 | U. D. Almería              | El Madrigal            | 8 de junio | 19:00 | Canal+ 1           |
| C. D. Mirandés                | 2 - 1 | Real Sporting de Gijón     | Anduva                 | 8 de junio | 19:00 | Telecable          |
| Real Murcia C. F.             | 1 - 0 | U. D. Las Palmas           | Nueva Condomina        | 8 de junio | 19:00 | Televisión Canaria |
| Elche C. F.                   | 3 - 1 | C. D. Guadalajara          | Manuel Martínez Valero | 8 de junio | 19:00 | Marca TV           |
| Xerez C. D.                   | 2 - 1 | F. C. Barcelona "B"        | Chapín                 | 8 de junio | 19:00 | TBA                |
| C. D. Numancia de Soria       | 1 - 0 | Córdoba C. F.              | Los Pajaritos          | 9 de junio | 19:00 | Teledeporte        |

### Tabla de resultados cruzados
| Local \ Visitante          | ALC | ALM | BAR | COR | ELC | GIR | GUA | HER | HUE | LAS | LUG | MIR | MUR | NUM | PON | RAC | RMC | REC | SAB | SPO | VIL | XER |
| -------------------------- | --- | --- | --- | --- | --- | --- | --- | --- | --- | --- | --- | --- | --- | --- | --- | --- | --- | --- | --- | --- | --- | --- |
| A. D. Alcorcón             | —   | 0–3 | 1–1 | 2–1 | 1–0 | 4–1 | 1–1 | 1–0 | 1–0 | 3–1 | 2–1 | 4–0 | 1–0 | 1–1 | 1–0 | 0–1 | 3–2 | 2–1 | 4–0 | 0–1 | 1–3 | 2–1 |
| U. D. Almería              | 0–1 | —   | 2–2 | 3–0 | 2–1 | 2–1 | 4–0 | 0–0 | 1–0 | 2–3 | 0–1 | 0–0 | 3–2 | 1–1 | 4–1 | 2–1 | 1–0 | 2–1 | 5–1 | 0–1 | 1–1 | 2–1 |
| F. C. Barcelona "B"        | 1–1 | 4–5 | —   | 4–3 | 1–1 | 4–4 | 0–1 | 1–0 | 0–1 | 1–1 | 2–2 | 1–1 | 1–1 | 3–3 | 2–1 | 4–1 | 3–1 | 2–3 | 2–0 | 3–0 | 0–3 | 4–2 |
| Córdoba C. F.              | 1–1 | 4–1 | 2–1 | —   | 0–1 | 2–0 | 1–0 | 1–2 | 2–2 | 5–1 | 1–0 | 1–2 | 5–0 | 1–0 | 0–1 | 2–0 | 1–0 | 0–2 | 3–0 | 1–1 | 0–2 | 0–0 |
| Elche C. F.                | 1–0 | 1–0 | 1–1 | 0–0 | —   | 0–0 | 3–1 | 2–0 | 3–1 | 3–1 | 0–0 | 0–1 | 1–0 | 4–0 | 4–2 | 1–0 | 1–1 | 3–0 | 3–2 | 2–1 | 1–0 | 2–1 |
| Girona F. C.               | 3–2 | 0–1 | 1–0 | 2–0 | 0–1 | —   | 2–0 | 1–1 | 2–1 | 5–0 | 4–0 | 4–0 | 5–2 | 3–1 | 1–0 | 1–0 | 1–1 | 5–2 | 0–0 | 3–1 | 2–0 | 2–4 |
| C. D. Guadalajara          | 3–0 | 2–2 | 0–1 | 3–1 | 0–0 | 1–5 | —   | 0–2 | 1–0 | 2–3 | 0–1 | 1–1 | 3–1 | 5–1 | 2–0 | 1–1 | 3–4 | 1–0 | 1–1 | 2–1 | 0–0 | 1–1 |
| Hércules C. F.             | 3–0 | 0–2 | 0–3 | 1–0 | 1–2 | 2–1 | 0–0 | —   | 2–1 | 0–2 | 3–0 | 1–0 | 0–2 | 1–3 | 1–1 | 2–0 | 2–4 | 1–1 | 3–1 | 1–1 | 1–1 | 1–5 |
| S. D. Huesca               | 0–1 | 1–2 | 1–4 | 1–3 | 0–0 | 0–0 | 2–1 | 1–1 | —   | 0–0 | 3–0 | 0–1 | 2–0 | 1–1 | 1–1 | 1–1 | 2–2 | 3–1 | 4–3 | 2–1 | 0–1 | 3–1 |
| U. D. Las Palmas           | 1–3 | 1–2 | 3–3 | 3–0 | 0–0 | 5–2 | 0–1 | 0–0 | 4–0 | —   | 1–1 | 2–0 | 3–2 | 2–1 | 1–0 | 1–0 | 2–0 | 0–0 | 1–0 | 4–2 | 2–2 | 1–1 |
| C. D. Lugo                 | 0–1 | 3–5 | 1–2 | 1–1 | 1–0 | 1–2 | 0–0 | 1–0 | 2–4 | 3–1 | —   | 2–0 | 2–1 | 0–0 | 2–2 | 3–2 | 3–2 | 2–0 | 2–0 | 1–2 | 0–0 | 4–0 |
| C. D. Mirandés             | 0–2 | 1–0 | 3–0 | 0–0 | 1–2 | 1–1 | 0–0 | 3–2 | 0–1 | 1–0 | 1–0 | —   | 0–1 | 0–0 | 0–0 | 0–1 | 0–0 | 2–1 | 2–0 | 2–1 | 1–5 | 1–0 |
| Real Murcia C. F.          | 1–1 | 1–0 | 1–0 | 0–0 | 1–0 | 0–1 | 0–1 | 2–1 | 2–1 | 1–0 | 0–1 | 2–2 | —   | 0–0 | 0–2 | 1–0 | 0–0 | 1–2 | 1–1 | 1–1 | 1–1 | 3–1 |
| C. D. Numancia             | 0–1 | 0–0 | 0–1 | 1–0 | 3–1 | 2–1 | 2–2 | 3–2 | 1–2 | 3–0 | 3–0 | 0–0 | 1–0 | —   | 0–1 | 2–0 | 3–3 | 0–0 | 2–1 | 2–0 | 1–1 | 3–0 |
| S. D. Ponferradina         | 2–0 | 2–2 | 3–2 | 3–5 | 1–1 | 2–0 | 2–2 | 1–0 | 2–1 | 0–1 | 0–1 | 3–1 | 1–0 | 1–1 | —   | 2–2 | 2–0 | 1–0 | 3–1 | 1–0 | 0–1 | 0–1 |
| Racing de Santander        | 2–1 | 3–4 | 1–2 | 1–3 | 0–0 | 0–1 | 0–0 | 3–0 | 1–0 | 0–1 | 0–0 | 2–0 | 2–1 | 1–1 | 2–1 | —   | 1–0 | 3–0 | 0–1 | 0–0 | 0–3 | 1–1 |
| Real Madrid Castilla       | 4–0 | 2–1 | 3–2 | 4–0 | 0–1 | 0–0 | 2–1 | 1–1 | 5–1 | 3–2 | 3–1 | 6–1 | 2–0 | 2–4 | 1–2 | 4–0 | —   | 0–1 | 2–3 | 2–4 | 5–0 | 3–2 |
| R. C. Recreativo de Huelva | 4–2 | 0–2 | 2–0 | 2–1 | 1–2 | 1–3 | 1–0 | 0–2 | 0–0 | 0–0 | 3–0 | 1–0 | 3–2 | 2–0 | 0–2 | 1–0 | 1–3 | —   | 2–5 | 1–1 | 2–0 | 2–0 |
| C. E. Sabadell F. C.       | 2–0 | 3–0 | 3–2 | 1–1 | 0–0 | 4–1 | 2–1 | 1–2 | 1–0 | 0–4 | 0–1 | 1–1 | 2–2 | 2–1 | 0–3 | 0–2 | 3–1 | 1–1 | —   | 4–3 | 0–0 | 3–0 |
| Sporting de Gijón          | 2–1 | 2–1 | 5–2 | 3–0 | 0–2 | 4–0 | 3–0 | 0–1 | 1–0 | 1–1 | 1–1 | 1–1 | 2–3 | 1–1 | 2–3 | 1–2 | 1–0 | 0–0 | 0–0 | —   | 2–0 | 3–0 |
| Villarreal C. F.           | 4–0 | 1–0 | 1–3 | 2–0 | 2–3 | 4–1 | 2–1 | 1–0 | 1–1 | 1–1 | 1–1 | 2–0 | 1–1 | 6–1 | 3–0 | 1–0 | 2–1 | 1–1 | 3–0 | 2–1 | —   | 3–2 |
| Xerez C. D.                | 2–4 | 0–2 | 2–1 | 1–3 | 0–0 | 0–2 | 0–1 | 0–0 | 1–1 | 1–2 | 1–0 | 0–4 | 0–3 | 2–0 | 1–2 | 1–1 | 0–1 | 2–0 | 0–1 | 0–2 | 0–0 | —   |

## Playoff de ascenso a Primera División
|  | Semifinales      | Semifinales      | Semifinales      |   |               | Final            | Final            | Final            |  |
|  | 12 y 16 de junio | 12 y 16 de junio | 12 y 16 de junio |   |               | 19 y 22 de junio | 19 y 22 de junio | 19 y 22 de junio |  |
|  |                  |                  |                  |   |               |                  |                  |                  |  |
|  |                  |                  |                  |   |               |                  |                  |                  |  |
|  | U. D. Almería    | 1                | 2                |   |               |                  |                  |                  |  |
|  | U. D. Almería    | 1                | 2                |   |               |                  |                  |                  |  |
|  | U. D. Las Palmas | 1                | 1                |   |               |                  |                  |                  |  |
|  | U. D. Las Palmas | 1                | 1                |   | U. D. Almería | 1                | 3                |                  |  |
|  |                  |                  |                  |   | U. D. Almería | 1                | 3                |                  |  |
|  |                  |                  | Girona F. C.     | 0 | 0             |                  |                  |                  |  |
|  | Girona F. C.     | 1                | Girona F. C.     | 0 | 0             | 3                |                  |                  |  |
|  | Girona F. C.     | 1                |                  |   |               | 3                |                  |                  |  |
|  | A. D. Alcorcón   | 1                | 1                |   |               |                  |                  |                  |  |
|  | A. D. Alcorcón   | 1                | 1                |   |               |                  |                  |                  |  |
|  |                  |                  |                  |   |               |                  |                  |                  |  |

## Estadísticas

### Máximos goleadores
Lista con los máximos goleadores de Segunda División, de acuerdo con los datos oficiales de la Liga Nacional de Fútbol Profesional:
| Pos. | Jugador         | Equipo                  | Goles |
| ---- | --------------- | ----------------------- | ----- |
| 1.°  | Charles Dias    | UD Almería              | 27    |
| 2.°  | Jesé Rodríguez  | Real Madrid Castilla    | 22    |
| 3.º  | Yuri de Souza   | SD Ponferradina         | 21    |
| 4.º  | Gerard Deulofeu | FC Barcelona "B"        | 18    |
| 4.º  | Oriol Riera     | AD Alcorcón             | 18    |
| 6.º  | Javier Portillo | Hércules CF             | 17    |
| 7.º  | Acuña           | Girona FC               | 17    |
| 8.°  | Chuli           | RC Recreativo de Huelva | 15    |
| 8.°  | Vitolo          | UD Las Palmas           | 15    |
| 8.°  | Óscar Díaz      | CD Lugo                 | 15    |

### Porteros menos goleados
Lista con los guardametas menos goleados de Segunda División:
| Pos. | Jugador            | Equipo          | Goles enc. | Partidos | Coeficiente |
| ---- | ------------------ | --------------- | ---------- | -------- | ----------- |
| 1.º  | Manu Herrera       | Elche CF        | 25         | 39       | 0.64        |
| 2.º  | Juan Carlos        | Villarreal CF   | 30         | 32       | 0.94        |
| 3º   | Roberto Santamaría | SD Ponferradina | 33         | 31       | 1.06        |
| 4.º  | Yoel Rodríguez     | CD Lugo         | 36         | 33       | 1.09        |
| 5.º  | Ismael Falcón      | Hércules CF     | 43         | 37       | 1.16        |
| 6.º  | Esteban Suárez     | UD Almería      | 50         | 42       | 1.19        |
| 7.º  | Iago Herrerín      | CD Numancia     | 41         | 34       | 1.21        |
| 8.º  | Iñaki Goitia       | CD Mirandés     | 50         | 41       | 1.22        |
| 9.º  | Dani Mallo         | Girona FC       | 49         | 39       | 1.26        |
| 10.º | Alberto García     | Córdoba CF      | 52         | 40       | 1.3         |

## Premios

### Trofeo Zarra
El Trofeo Zarra es un premio otorgado por el diario deportivo Marca al máximo goleador español de la temporada. Al igual que el Trofeo Pichichi, no tiene en cuenta las actas arbitrales, sino las apreciaciones propias del diario Marca. Jesé Rodríguez, debutante en la categoría, obtuvo su primer Zarra con veintidós goles por delante de Gerard Deulofeu y Oriol Riera.
| Pos. | Jugador         | Equipo                  | Goles |
| ---- | --------------- | ----------------------- | ----- |
| 1.°  | Jesé Rodríguez  | Real Madrid Castilla    | 22    |
| 2.º  | Gerard Deulofeu | FC Barcelona "B"        | 18    |
| 2.º  | Oriol Riera     | AD Alcorcón             | 18    |
| 4.º  | Javier Portillo | Hércules CF             | 17    |
| 5.°  | Chuli           | RC Recreativo de Huelva | 15    |
| 5.°  | Vitolo          | UD Las Palmas           | 15    |
| 5.°  | Óscar Díaz      | CD Lugo                 | 15    |

### Trofeo Miguel Muñoz
En su estreno como técnico, Fran Escribá llevó al Elche al campeonato y ganó el premio a mejor entrenador.
| Pos. | Entrenador    | Equipo    | Puntos |
| ---- | ------------- | --------- | ------ |
| 1.º  | Fran Escribá  | Elche CF  | 293,5  |
| 2.º  | Rubi          | Girona FC | 291    |
| 3.º  | Quique Setién | CD Lugo   | 278,5  |